# Cathédrale Saint-Pierre-et-Saint-Paul de Nantes
Cette  cathédrale n’est pas la seule cathédrale Saint-Pierre-et-Saint-Paul.
La cathédrale Saint-Pierre-et-Saint-Paul de Nantes (appelée aussi localement « cathédrale Saint-Pierre ») est une cathédrale catholique située place Saint-Pierre, à Nantes (Loire-Atlantique). C'est la cathédrale du diocèse de Nantes, siège de l’évêque de Nantes. Sa construction s’est étalée sur 457 ans, de 1434 à 1891, mais ces délais n’altèrent en rien la qualité ni la cohérence de son style gothique. Elle est classée monument historique depuis 1862.
La cathédrale est touchée par les bombardements de Nantes, une bombe atteignant en 1944 la sacristie de la cathédrale et endommageant considérablement l'abside et trois chapelles. Durant les travaux de restauration, un incendie accidentel se déclare le 28 janvier 1972, détruisant la plus grande partie de la toiture. La restauration de l'édifice dure jusqu'en 1985. Le 18 juillet 2020 un nouvel incendie, d'origine criminelle, détruit l'orgue du XVIIe siècle, le grand vitrail de la façade ouest posé en 1498, représentant la duchesse-reine Anne et sa mère, ainsi que divers éléments du mobilier. Les dommages sont chiffrés à plus de 40 millions d'euros.
Lorsque la cathédrale est en restauration pendant plusieurs années, les célébrations ont lieu à la chapelle Notre-Dame-de-l'Immaculée-Conception.
Depuis le 11 août 2020 le siège épiscopal est tenu par Mgr Laurent Percerou.

## Histoire

### Les édifices antérieurs
Le site aurait été initialement occupé par un temple druidique dédié à Janus ou « Bouljanus »,.
Par la suite, trois édifices religieux chrétiens ont précédé l'actuelle cathédrale sur les mêmes lieux : 
- une basilique bâtie au IVe siècle[L 1] ;
- une première cathédrale, bâtie au VIe siècle ;
- une deuxième cathédrale romane, bâtie au XIe siècle.

L'édifice actuel est bâti à l’emplacement de cette dernière, en l’absorbant peu à peu.

#### Saint Clair et la première église
Une tradition légendaire fait remonter au IIIe siècle l'arrivée de saint Clair, premier évêque de la ville, venu de Rome en possession d’un clou qu'il affirme provenir de la croix qui supporta le martyre de saint Pierre. Il aurait fait édifier une chapelle pour abriter la relique qu’il dédie à saint Pierre et saint Paul. Historiquement, on trouve effectivement trace d'un oratoire à l'ouest de la ville, sur les coteaux de Saint-Similien.
Mais c'est au IVe siècle qu'une première véritable église est implantée, cette fois à l'est, là où les futurs bâtiments de la cathédrale se succéderont. Cet édifice est implanté près de l'enceinte gallo-romaine, et ce choix va en conditionner le développement ultérieur : le chevet de l'église étant très proche des remparts, l'extension de la future cathédrale a été par la suite en butte à ce problème. Sous cette basilique sont creusées trois petites cryptes. Elle durera jusqu'au VIe siècle, où le besoin d'accueillir des fidèles plus nombreux poussera à l'établissement d'une première véritable cathédrale.

#### La première cathédrale

##### Église Saint-Jean-du-Baptistère
La cathédrale diffère de l'église paroissiale nommée « Saint-Jean-du-Baptistère » édifiée au IVe ou Ve siècle sur son côté nord, et dont les vestiges furent mis au jour lors des fouilles menées par le chanoine Durville, entre 1910 et 1913. Cette église, qui était aussi le siège du doyenné de la « chrétienté », c'est-à-dire de la partie du diocèse qui s'étendait entre la Loire, le diocèse d'Angers et le cours de l'Erdre, se composait d'une nef coupée par un transept débordant, sans abside, mais était de dimension suffisante pour recevoir durant le Xe siècle « tout le peuple chrétien de la cité ».

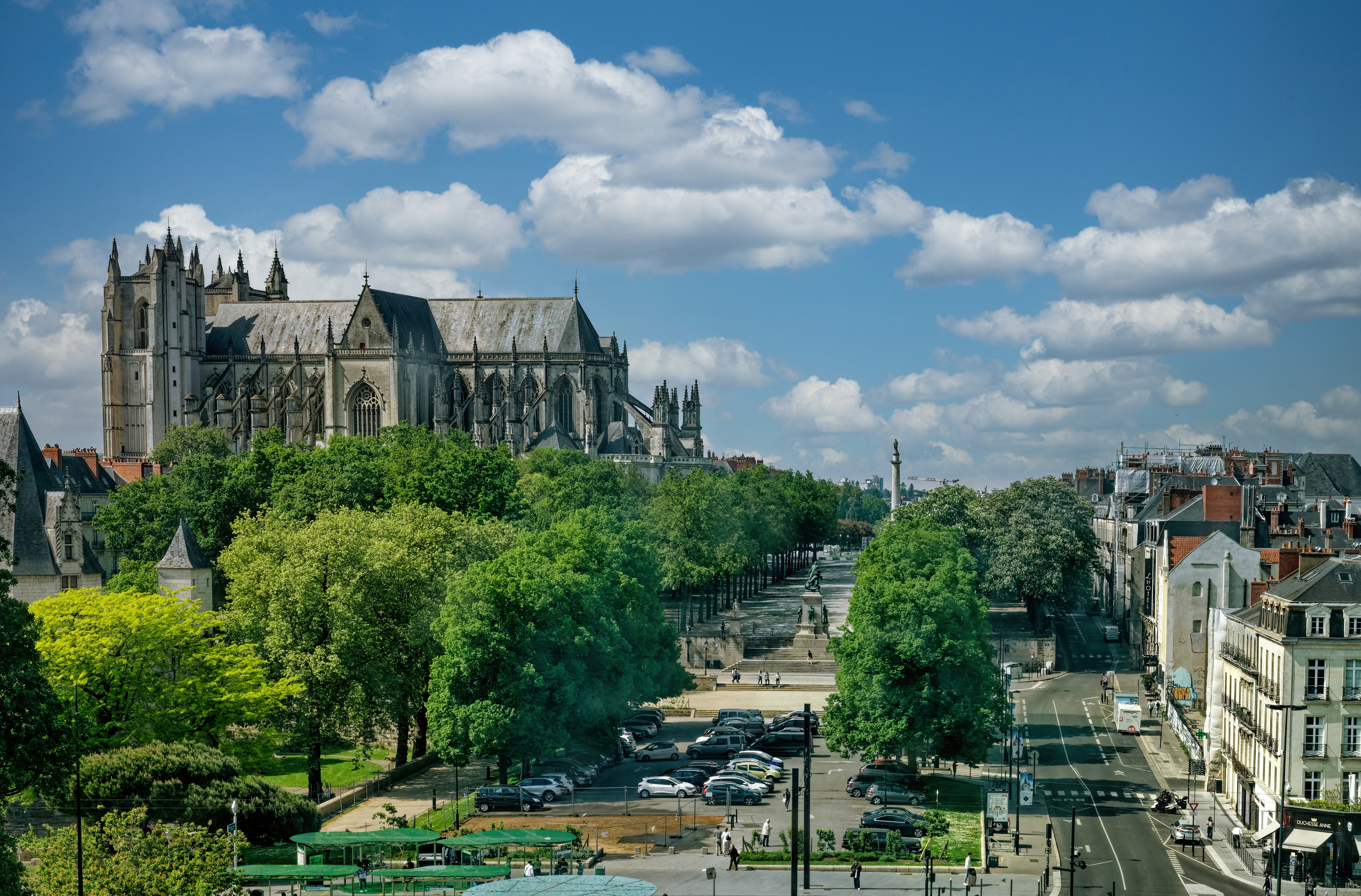
La cathédrale Saint-Pierre-et-Saint-Paul de Nantes et le cours saint Pierre depuis la tour du Lieu unique.

Comme son nom l'indique, l'édifice renfermait un baptistère et, de fait, deux piscines baptismales ont été retrouvées dans la nef. L'une de ces piscines, datant du IVe siècle, formait un bassin octogonal de côtés inégaux de 0,60 à 0,71 mètre de longueur, pour un diamètre de 1,56 mètre et une profondeur d'environ 1 mètre. L'autre, du VIe siècle, consistait en un bloc circulaire de maçonnerie d'un diamètre de 3,65 m pour 0,70 m de profondeur, dans lequel s'enfonçait une excavation octogonale, en briques, qui constituait, à proprement parler, la cuve baptismale.
Le chevet de l'église fut détruit, vers la fin du IXe siècle, tandis que la nef disparut avant la fin du XVe siècle, entre 1469 et 1486, pour faire place au collatéral nord de la cathédrale.

##### La cathédrale
La construction de la première cathédrale débute au VIe siècle, à l’initiative de l’évêque Evhemerius, Evhémérus ou Eumélius II (527-549). Elle est consacrée en 567 ou 568, ou même le 30 septembre 580 par son successeur, Félix Ier (550-582).
Cet édifice avait trois nefs, avec trois portiques correspondant en façade, et était surmonté d'une tour carrée surmontée d'une lanterne en forme de dôme. La cathédrale fait alors l’admiration de Venance Fortunat, évêque de Poitiers, qui la décrit en ces termes :
D’une hauteur élevée s’étend une triple nef

dédiée à Dieu, sous le vocable des Apôtres.

Autant parmi les saints leur gloire prédomine, 

Autant dépasse les autres le faîte de cette église.

En son milieu se dresse en hauteur une tour élancée.

L’ouvrage d’abord carré s’élève en forme de rotonde.

On dirait une forteresse, soutenue par des arcs,

qui monte à une hauteur stupéfiante.

Elle domine l’édifice, comme le sommet d’une montagne.

Des figures de pourpre y représentent des êtres vivants :

Peintures qui semblent vivre par un effet de l’art

Quand le soleil mouvant vient les colorer à travers la toiture d’étain…
Fortunat évoque par ailleurs la lumière des toits « couverts de métal » ; les lambris intérieurs et le toit étaient couverts d'étain, issu probablement des mines proches de Piriac-sur-Mer et Pénestin.
Outre les descriptions dithyrambiques d'observateurs (Fortunat, Albert le Grand), diverses fouilles aux XIXe et XXe siècles attestent également de la richesse et de la magnificence de l'église d'Evhémérus et de Félix, ce qui en fit sans doute une cible de choix pour les Normands au cours des IXe et Xe siècles.
Ainsi le 24 juin 843, lors d'une invasion normande, l’évêque Gohard y est massacré avec ses paroissiens, et la cathédrale est incendiée. L'évêque Fulquerius ou Foucher procède à une restauration et à un renforcement entre 897 et 906, mais en 919 l'église est à nouveau pillée lors d'un nouveau raid, et cette fois considérablement incendiée. Il faut attendre la fin du Xe siècle pour que l'édifice soit reconstruit, à l'initiative du duc Guérec. De cette époque daterait le noyau de la crypte médiévale. Un ambitieux projet de reconstruction, probablement dû à l'évêque Benoît de Cornouaille entre 1079 et 1111, est abandonné après la construction de départs d'un bras sud du transept.
Sur le relevé de l'architecte Seheult (1830) , les proportions des murs du transept Nord (désaxé par rapport à la crypte de Guérec) , ainsi que l'amorce du déambulatoire à absides rayonnantes ; indiquent une phase antérieure romane à la fin du Xe siècle . La reconstruction du XIIe siècle n'aurait pas manquée de rectifier cette inflexion du plan .

#### La cathédrale romane
Pour rebâtir la cathédrale, le choix est fait de ne pas détruire la crypte de Guérec. Celle-ci n'étant pas souterraine il faut alors surélever le sol pour établir le chœur. La nef, probablement dotée de collatéraux, aurait été couverte de trois coupoles faites de blocages, à l'image de la cathédrale du Puy. L'hypothèse généralement retenue établit la période de construction après 1130. Il n'y a pas de certitudes concernant l'aspect extérieur et les détails de cette cathédrale. À la fin du XIIe siècle le chœur est modifié, étape la plus achevée de l'église romane. En 1415, un incendie entraîne la démolition d'une tour carrée, au XVIe siècle puis au XVIIe siècle les ébauches du bras sud du transept sont supprimées, en 1733 le chœur roman est aplani, l'ensemble est détruit en 1876. De cette époque, il ne subsiste au XXIe siècle que la crypte située sous le chœur, et quelques chapiteaux conservés au musée Dobrée. L'un des chapiteaux conservés au musée Dobrée présente un personnage barbu à deux paires d'yeux, vêtu d'un pagne. Il est entouré d'un sphinx à tête humaine et d'un dragon dont la queue se termine par une tête crachant du feu.

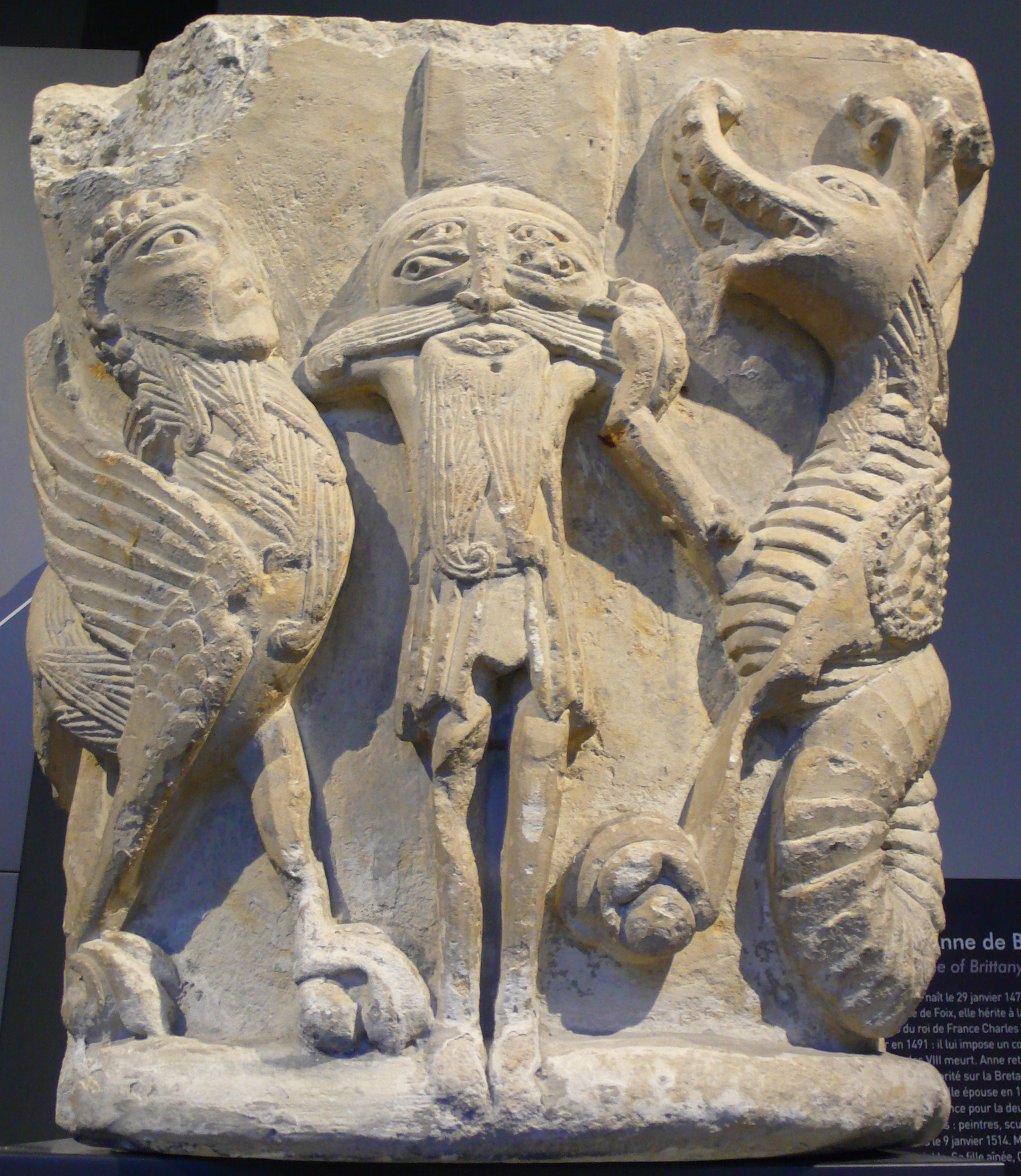
Personnage barbu.
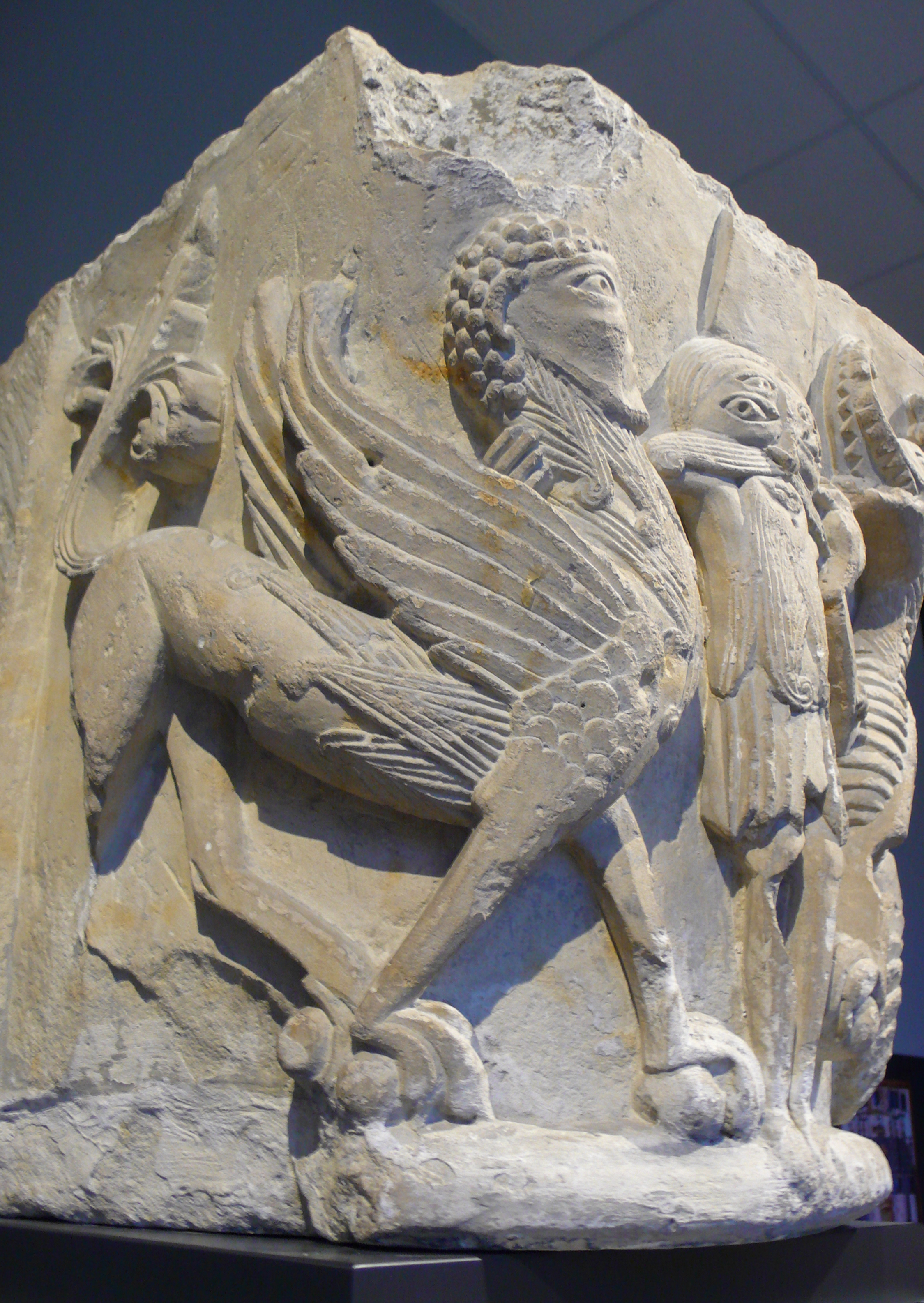
Sphinx.
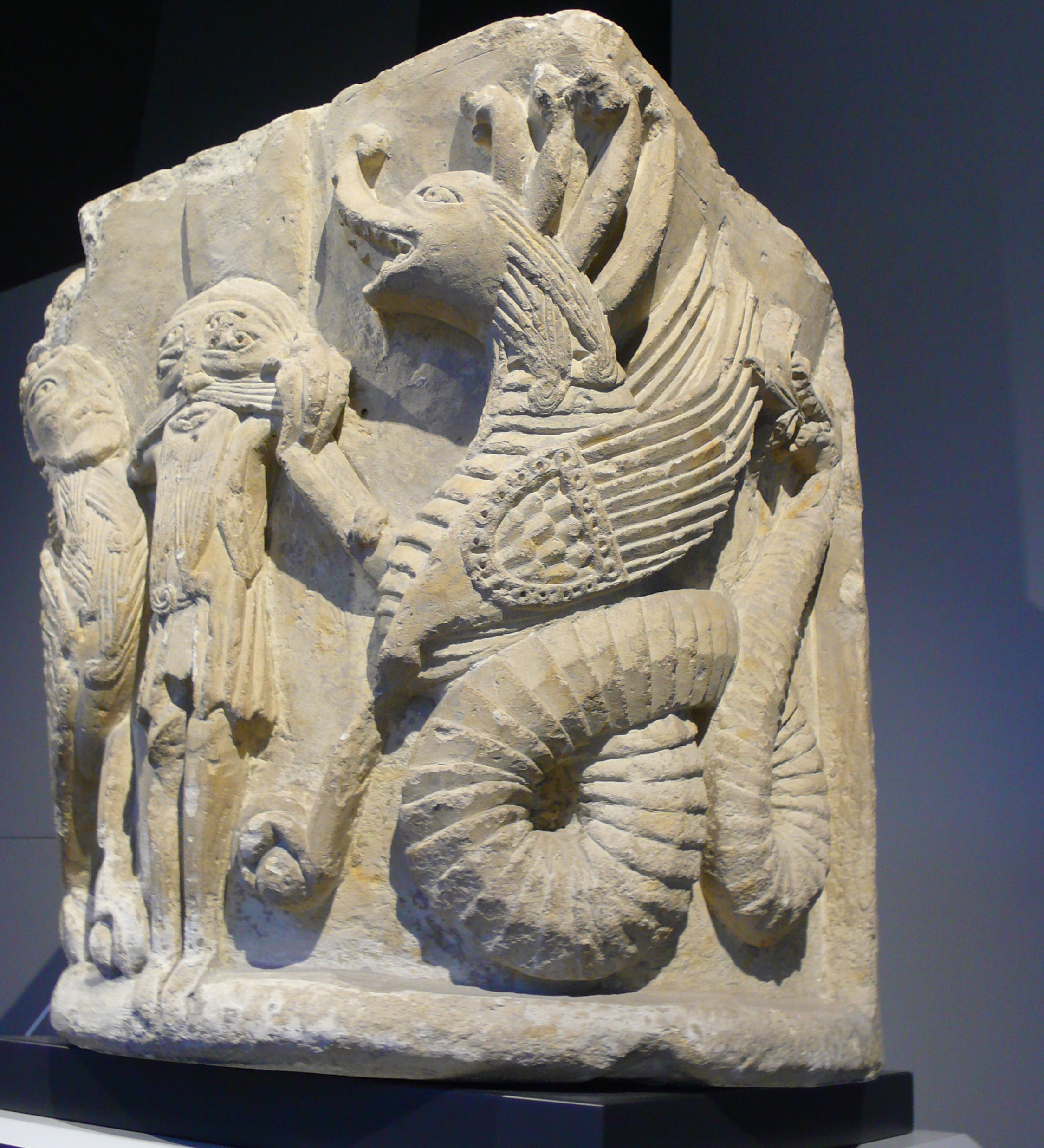
Dragon.

### La cathédrale actuelle

#### Première phase de construction
La construction de l’édifice actuel est initialement conduite par Guillaume de Dammartin, dont les liens avec Guy de Dammartin ou Jean de Dammartin (architecte de la cathédrale de Tours) ne sont que suppositions, puis par Mathurin Rodier, sous l'impulsion du duc de Bretagne Jean V et de l’évêque Jean de Malestroit, qui posent la première pierre le 14 avril 1434.
Le milieu du XVe siècle est en effet une période propice au lancement de tels projets, la Bretagne ayant retrouvé une prospérité commerciale suffisante grâce à une politique diplomatique opportuniste et habile qui lui permet de rester relativement à l’écart des déchirements européens de l’époque, notamment entre les royaumes de France et d’Angleterre.

Blason du chapitre de la cathédrale de Nantes.

De plus, l’établissement d’une aussi imposante cathédrale, et l’implication qu’y met le pouvoir ducal, participent à la légitimation de ce pouvoir dans un contexte difficile à la suite des guerres de succession du duché de Bretagne. Nantes n’est pas la seule ville à bénéficier de cette volonté politique de Jean V : citons, par exemple, le chantier similaire de la façade de la cathédrale de Quimper, initié dix ans plus tôt en 1424.
Le portail central qui orne la façade est achevé en 1481, pour les grand-messes. Henri IV la franchira en 1598, lors de son passage à Nantes pour y signer l’Édit de Tolérance. La pose du grand vitrail, commandé par la duchesse-reine Anne et posé en 1498, marque l'achèvement de la nef. Il est détruit lors de l'incendie de la cathédrale le 18 juillet 2020, Il représentait Anne, ainsi que sa mère Marguerite de Foix.
Si la façade est achevée dès la fin du XVe siècle, les tours ne le sont qu'en 1508 ; la nef et les collatéraux le sont également au début du XVIe siècle, mais la voûte gothique de la nef, le bras sud du transept et les arcs-boutants sont terminés au XVIIe siècle. Un projet d'achèvement du XVIIe siècle (dont il reste une maquette) envisageait d'ajouter un transept ainsi qu'un chevet court, adossé aux remparts.

#### Révolution et Empire
Sous la Révolution, la cathédrale est utilisée comme poste d'observation militaire lors du siège de Nantes en 1793. Une tour de bois de 10 mètres de hauteur est construite sur la tour sud, et la surveillance est assurée au moyen d'un télescope. Les décisions militaires sont prises en fonction des renseignements ainsi obtenus.
Dans cette période, elle est transformée en arsenal et en écurie, puis un arrêté départemental de 1794 la consacre officiellement à la célébration des fêtes publiques (ce à quoi doit également servir le grand-orgue).
La cathédrale est menacée de destruction en 1796, et il est envisagé de prolonger la « rue du Département » (devenue rue du Roi-Albert) en droite ligne jusqu'à la « rue Brutus » (rue Prémion) face au château. L'intervention, en tant qu'expert, de Mathurin-Julien Grolleau, évite la destruction de l'édifice. Il rédige un rapport où il stipule que la cession de l'église ne peut se faire qu'à la condition que le bâtiment ne subisse aucune modification de structure extérieure, et rappelle l'importance d'un observatoire aussi élevé à Nantes, qu'il aurait été coûteux de construire si la cathédrale était détruite.
Le 25 mai 1800, l'explosion d'une poudrière dans la tour des Espagnols du château des ducs de Bretagne entraîne d'importants dommages sur l'aile sud de la cathédrale.
Par la suite, l'observatoire est maintenu, pour les études astronomiques, et pour les besoins de l'école d'hydrographie, qui forme les officiers de marine aux nouvelles techniques de navigation. La tour en bois présente rapidement des signes de vétusté, et la cathédrale ayant retrouvé sa vocation religieuse, n'est pas située à un endroit adapté à un usage civil intensif. L'observatoire est déplacé en 1823 dans la tour de la « maison Graslin », rue Molière.

#### Achèvement
La démolition des murailles à l'est de la ville permit l'achèvement de la cathédrale au XIXe siècle: le bras nord du transept et le chevet sont entrepris en 1840, le vieux chœur roman est abattu à partir de 1876 et l'ancienne tour de la croisée du transept en 1886. Après 457 années de travaux, la cathédrale est enfin inaugurée le 25 décembre 1891 par l'évèque Le Coq.
Les lustres de la nef sont réalisés vers 1870 par François Evellin, et classés en 1994 au titre objet des Monuments historiques.

### Restaurations et incendies

#### Bombardements de 1944 et incendie de 1972
Les violents bombardements du 15 juin 1944 conduisent également à des travaux de restauration de l’édifice qui sont presque achevés lorsque, le 28 janvier 1972, se déclenche dans les combles un gigantesque incendie (dû à la mauvaise manipulation d'un chalumeau par Clair Brevet, ouvrier couvreur soudant un chéneau) qui embrase la toiture. Les pompiers parviennent à maîtriser le sinistre, mais la charpente est largement détruite, et de nombreux autres dommages sont à déplorer. Les suites judiciaires qui seront données à cette affaire après huit ans de procédure concluront à la responsabilité de l'État (et non celle de l'entreprise nantaise Rineau Frères) qui sera finalement condamné à payer les dégâts. Les juges reprocheront en effet à l'État de ne pas avoir fait nettoyer la poussière (matière très inflammable) qui s'y était accumulée depuis des décennies avant d'y envoyer des ouvriers. Après cet incendie, les cathédrales Saint-Maurice d'Angers et Saint-Julien du Mans ont été dépoussiérées.

#### Restaurations

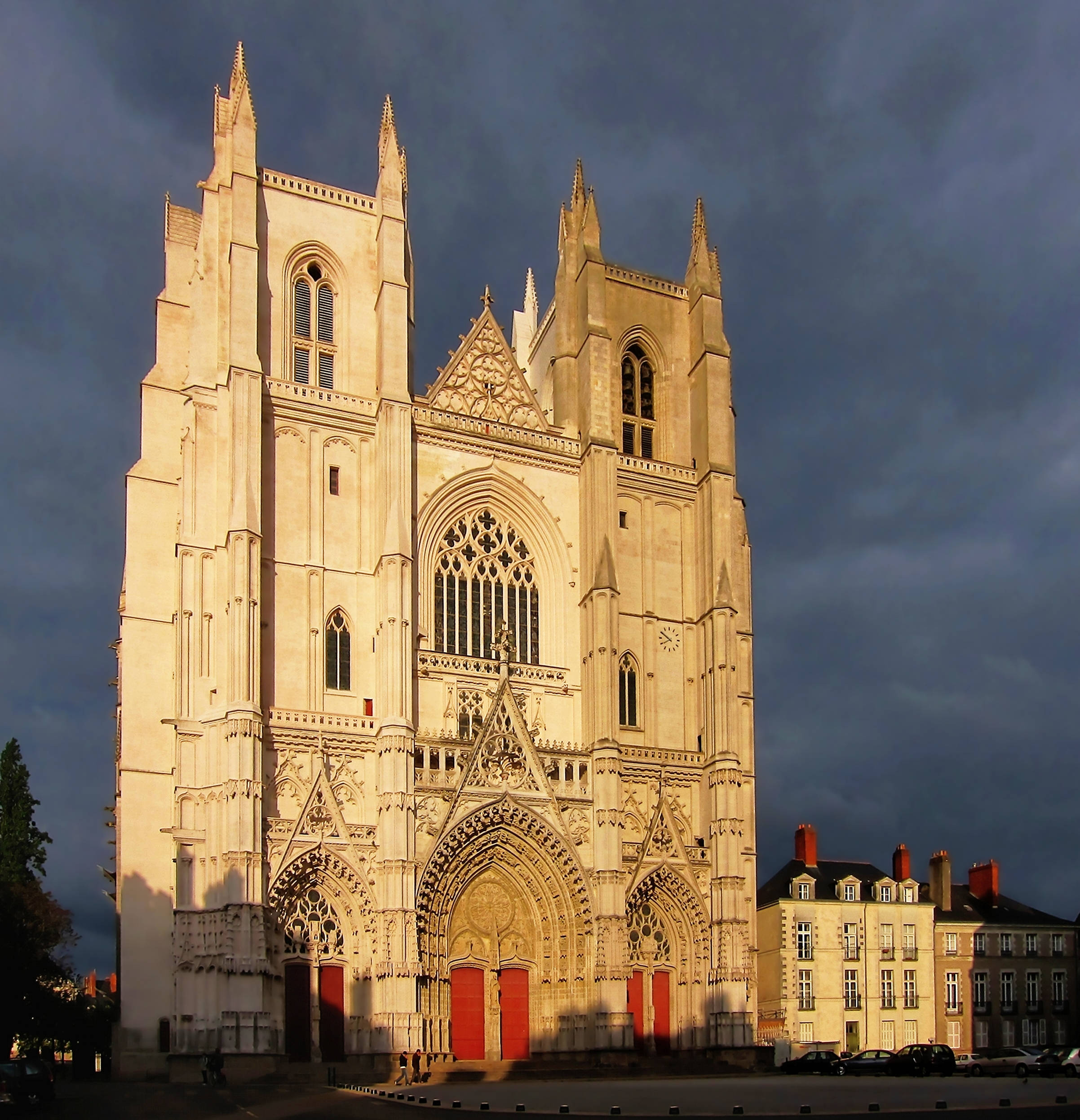
La façade restaurée de la cathédrale.

À la suite du sinistre accidentel de 1972, d'importants travaux de restauration sont entrepris. La charpente en bois d'origine est remplacée par une structure en béton (seuls les liteaux retenant les ardoises sont en bois). La technique et les matériaux utilisés pour la reconstruction de la charpente ont permis la réouverture du chœur de l'édifice dès 1975, lors d'un office solennel, mais il a fallu encore attendre dix ans pour la reconstruction d'un chœur provisoire et 2013 pour son achèvement définitif,. Son aspect actuel est dû à une rénovation complète due aux architectes Jean-Marie Duthilleul et Benoît Ferré,,. Jean-Paul James inaugure le nouveau chœur le 12 mai 2013.
On profite également des travaux pour reconstituer le décor de la façade ouest, telle que celle-ci se présentait à l'origine au XVe siècle (cette opération prend fin en septembre 2008).
Il est envisagé d'effectuer après cette phase des travaux similaires, notamment sur la façade est de la tour sud, puis sur le portail du transept nord (côté Porte Saint-Pierre), et enfin sur le chevet.

#### Incendie criminel de 2020
Un nouvel incendie se produit le 18 juillet 2020 vers 7 h 45. Grâce à l'intervention de 104 pompiers, le feu est circonscrit vers 10 h du matin. Un premier bilan de l'incendie fait état de la destruction totale du grand orgue de tribune, datant du XVIIe siècle, d'une instabilité supposée de la plateforme qui le supporte et de la destruction d’une verrière de vitraux du XVIe siècle,.
Le tombeau du duc François II de Bretagne et de sa femme Marguerite de Foix échappent de justesse à l'incendie.
Le Premier ministre Jean Castex se rend sur place accompagné de Gérald Darmanin et Roselyne Bachelot, ministres de l’Intérieur et de la Culture, et annonce « une reconstruction la plus rapide possible », où l’État « prendra toute sa part »,.
Trois départs de feu sont repérés, un au niveau de l'orgue et un de chaque côté de la nef. La piste d'un incendie criminel est évoquée par Pierre Sennès, procureur de la République de Nantes, qui confie une enquête en ce sens à la police judiciaire,,. Le 25 juillet 2020, Emmanuel Abayisenga, bénévole du diocèse chargé d'ouvrir et de fermer les portes de la cathédrale, précédemment entendu par la police, avoue être à l'origine de l'incendie. Ressortissant rwandais, demandeur d'asile débouté âgé de 39 ans, dont le titre de séjour n'a pas été renouvelé , il fait l'objet d'une obligation de quitter le territoire français depuis fin 2019. Il est mis en examen pour dégradations, détériorations ou destruction du bien d’autrui par incendie, et placé en détention provisoire puis remis en liberté.
Lors de cette période de liberté conditionnelle, il assassine le 9 août 2021 Olivier Maire, prêtre catholique, qui l'hébergeait à Saint-Laurent-sur-Sèvre.
Le 29 mars 2023, lors de son procès, la procureure déclare que l'incendie est motivé par « une vaste colère et un sentiment de vengeance lié à sa situation administrative ». L'avocat de l'État chiffre l'ensemble du préjudice à plus de 40 millions d'euros. Emmanuel Abayisenga, décrit comme « fragile psychologiquement » est condamné à quatre ans de prison ferme, un peu moins de deux ans après les faits.

##### Mobilier et œuvres détruits
- le grand orgue[42] ;
- le grand vitrail de la façade ouest, y compris les fragments des lancettes de gauche et de droite, et le centre, posé en 1498 et représentant la duchesse-reine Anne et sa mère Marguerite de Foix[43],[44] ;
- le tableau Saint Clair guérissant les aveugles d'Hippolyte Flandrin, élève d'Ingres, daté de 1836 ;
- des stalles du chœur.
- la cathèdre de Mgr Le Coq.
- les armoires électriques et la sonorisation.

## L'édifice

### Architecture

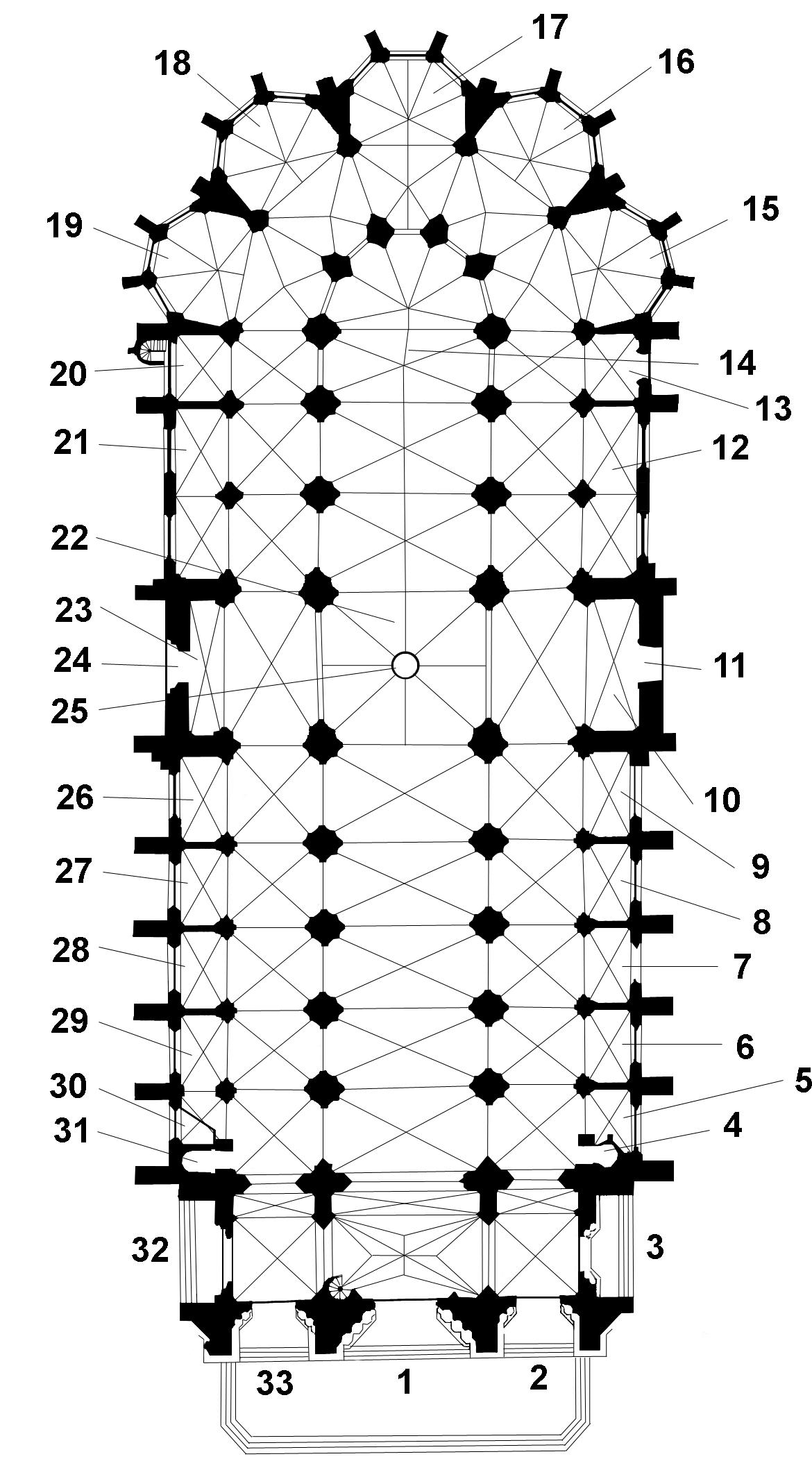
Plan au sol de la cathédrale de Nantes.

La cathédrale présente les dimensions suivantes :
- hauteur de l'édifice : 63 mètres (Notre-Dame de Paris : 69 mètres) ;
- longueur intérieure : 103 mètres (Notre-Dame de Paris : 130 mètres) ;
- hauteur de la nef sous voûtes : 37,5 mètres (Notre-Dame de Paris : 33 mètres).

La façade de la cathédrale de Nantes est encadrée de deux tours assez massives, au sommet en terrasse. Elle présente quelques particularités remarquables, comme la présence d’une chaire extérieure prévue pour prêcher aux foules assemblées sur la place, ou encore l’organisation en cinq portails aux voussures richement décorées, trois centraux et deux latéraux. Les portails sont respectivement dédiés, du nord au sud, aux Enfants nantais (les martyrs Donatien et Rogatien), à saint Pierre, au Jugement Dernier, à saint Paul et enfin à saint Yves ; les sculptures des voussures ont une fonction historiographique, en fonction du personnage auquel le portail est dédié.

### Éléments remarquables
On peut y admirer le tombeau et les gisants du duc François II de Bretagne et de son épouse Marguerite de Foix (parents d'Anne de Bretagne) exécutés au début du XVIe siècle par Michel Colombe et Jean Perréal. Considéré comme un chef-d'œuvre de la sculpture française, il établit un lien entre les époques (du Moyen Âge vers la Renaissance) et les régions (le style italien côtoie et s'unit harmonieusement au style français). Ce tombeau de marbre, que Michel Colombe a mis cinq ans à réaliser (1502-1507), est décoré des douze apôtres et de quatre femmes, figures allégoriques des vertus cardinales de force, prudence, tempérance et justice. Il est installé dans la cathédrale en 1817.
L'édifice abrite également le cénotaphe du général de Lamoricière, monument érigé en 1878 en hommage papal aux services rendus par cet enfant du pays nantais.

### Tableaux

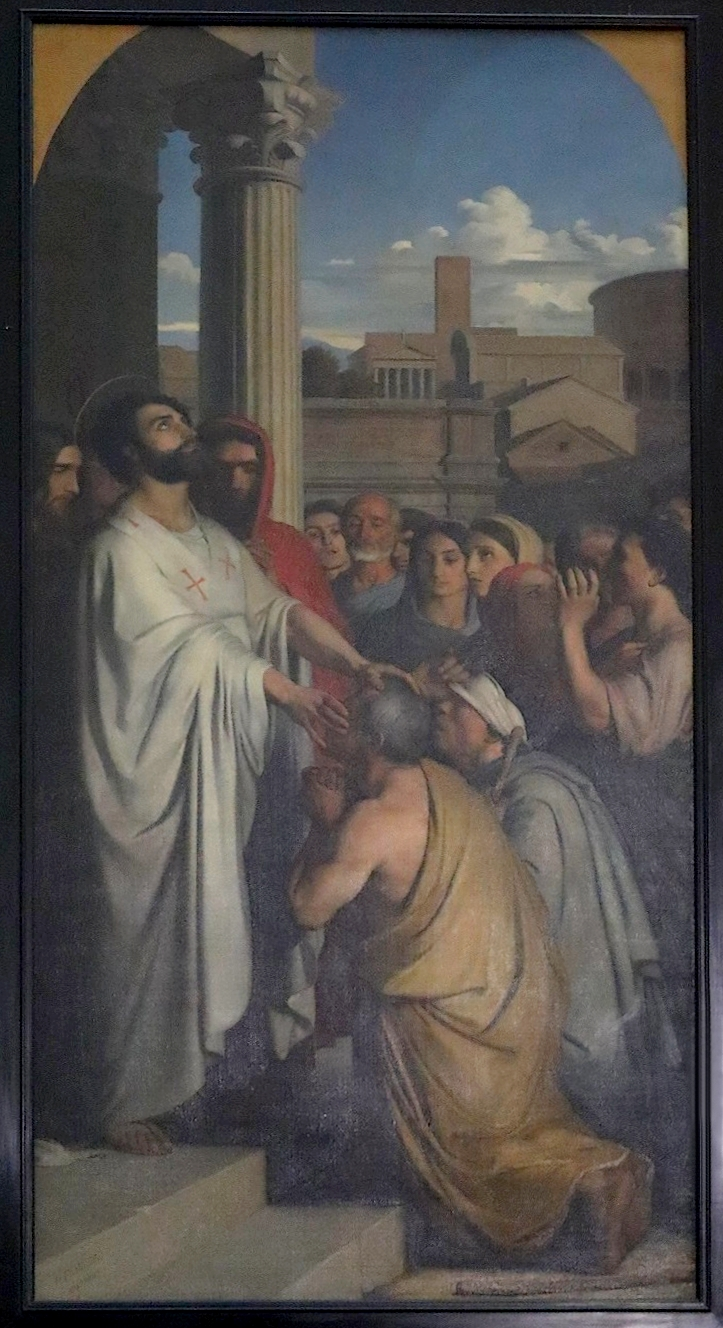
Saint Clair guérissant les aveugles, Hippolyte Flandrin.

La cathédrale compte plusieurs tableaux :
- Descente de Croix d'André Minaux (1956).
- Série de saintes et de saints de Joachim Sotta, XIXe siècle.
- Saint Clair guérissant les aveugles[46] d'Hippolyte Flandrin. Ce tableau a été détruit lors de l'incendie du 18 juillet 2020.
- Christ en croix, atelier de Charles de La Fosse ?
- La Remise des clefs à saint Pierre de Charles Errard dit l'ancien[47].
- L’Adoration des Mages de Mathurin Bonnecamp, dans la chapelle Saint-Clair.
- Saint Charles Borromée communiant les pestiférés de Milan, de Jean-Baptiste-François Désoria.
- Saint Clair rendant la vue à un aveugle, de Jean-Baptiste Mauzaisse.
- La Crucifixion avec la Vierge et saint Jean, d'Édouard Hauser.
- La Vierge aux anges, de Charles Doussault.
- L’Ensevelissement de la Vierge, de Charles-Auguste Van den Berghe.
- Le Martyre de saint Donatien et saint Rogatien, de Théophile-Auguste Vauchelet.
- La Descente de Croix, d'Étienne-Barthélémy Garnier.
- Ex-voto, Vincent Vidal.
- La Communion des apôtres, Jules-Élie Delaunay.
- La Tempête apaisée, François Donné.
- Saint Jean-Baptiste, François Lemoyne.

### Vitraux
Les vitraux contemporains abstraits sont commandés par les Monuments Historiques, alors représentés par l'architecte en chef Pierre Prinet. Brigitte Simon (atelier Simon-Marq) a exécuté les vitraux bas du collatéral nord, entre 1968 et 1974. Les vitraux du transept nord et des chapelles Saint-Jean Baptiste et du Sacré Cœur sont des œuvres d'Anne Le Chevallier, réalisées entre 1977 et 1982.
Les 500 m2 de vitraux du chœur (1978-1988) sont imaginés par Jean Le Moal, et exécutés en collaboration avec Anne Le Chevallier (atelier Le Chevallier). Les vitraux sont dans une continuité de mouvement que ceux parallèlement réalisés par la maîtresse verrière.

Cénotaphes
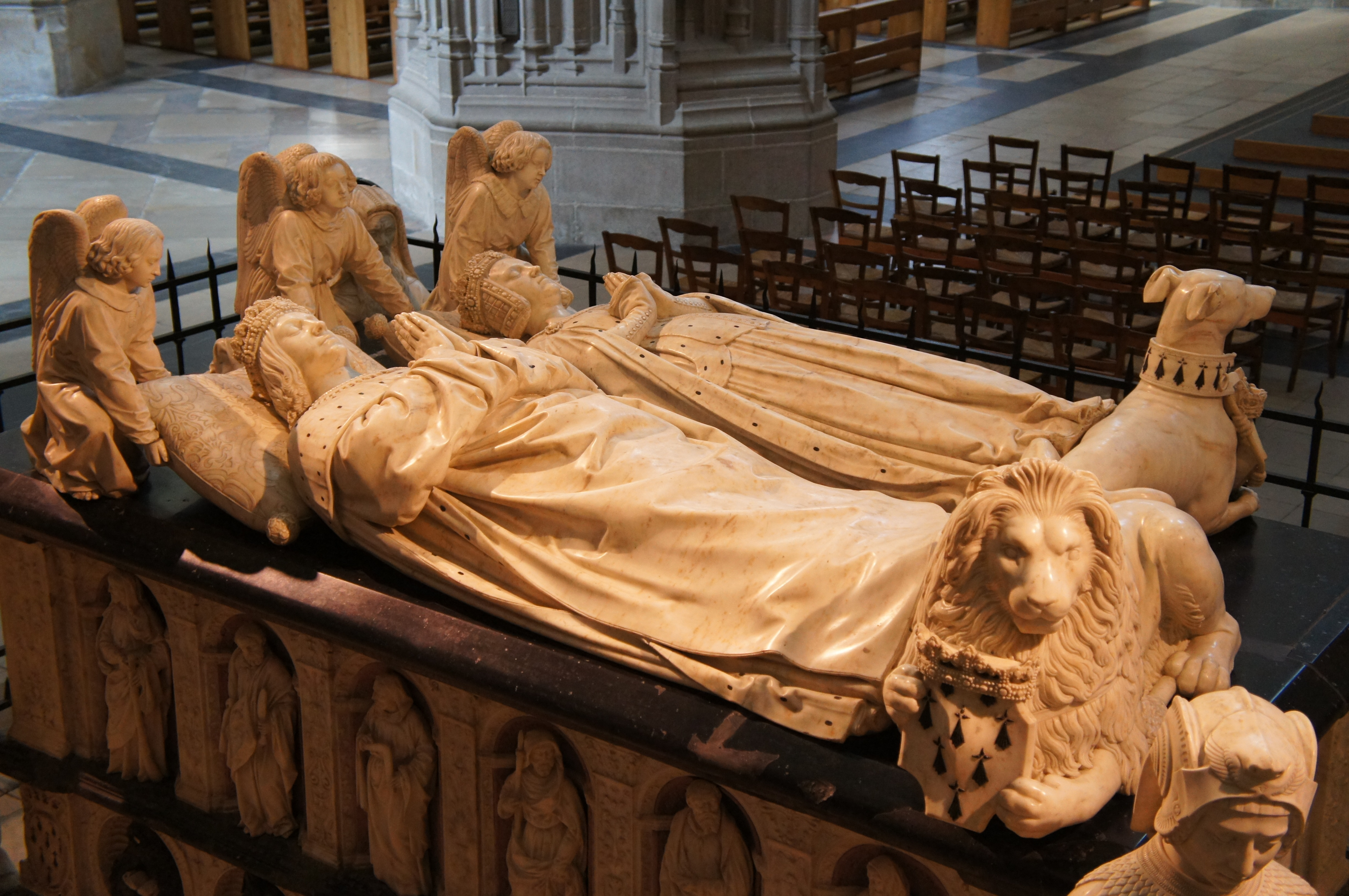
Tombeau de François II de Bretagne.
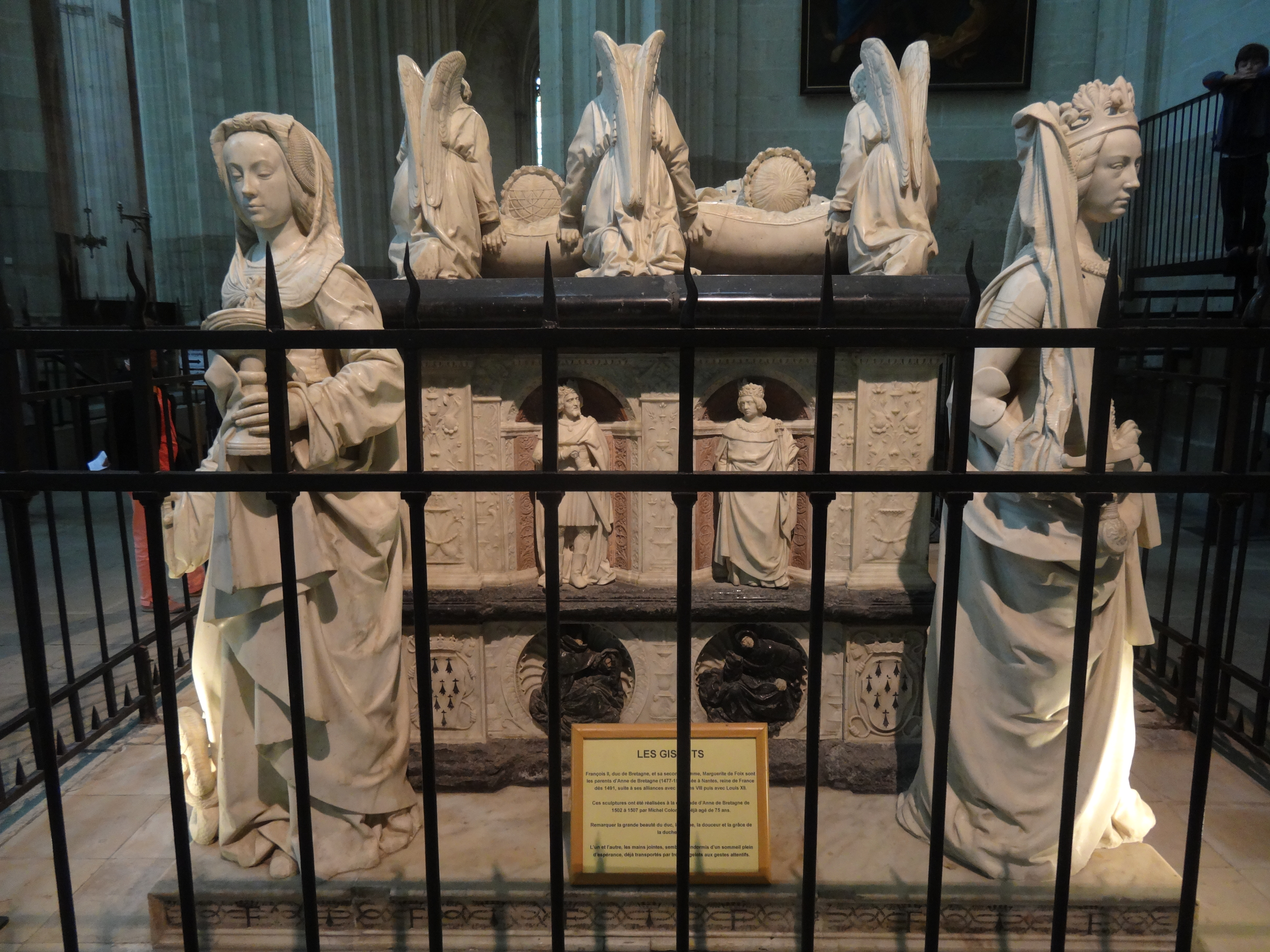
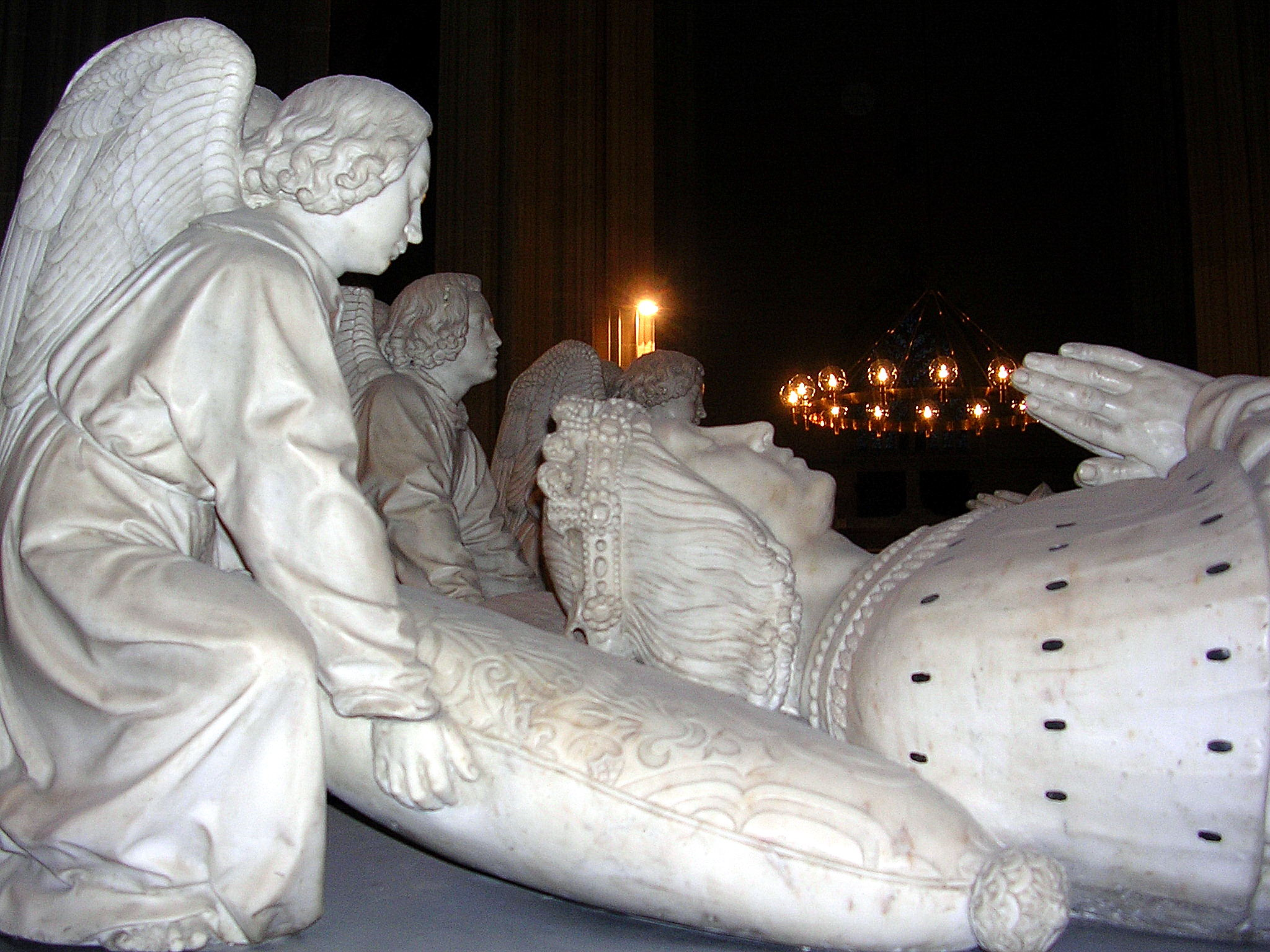
Gisant de François II de Bretagne.
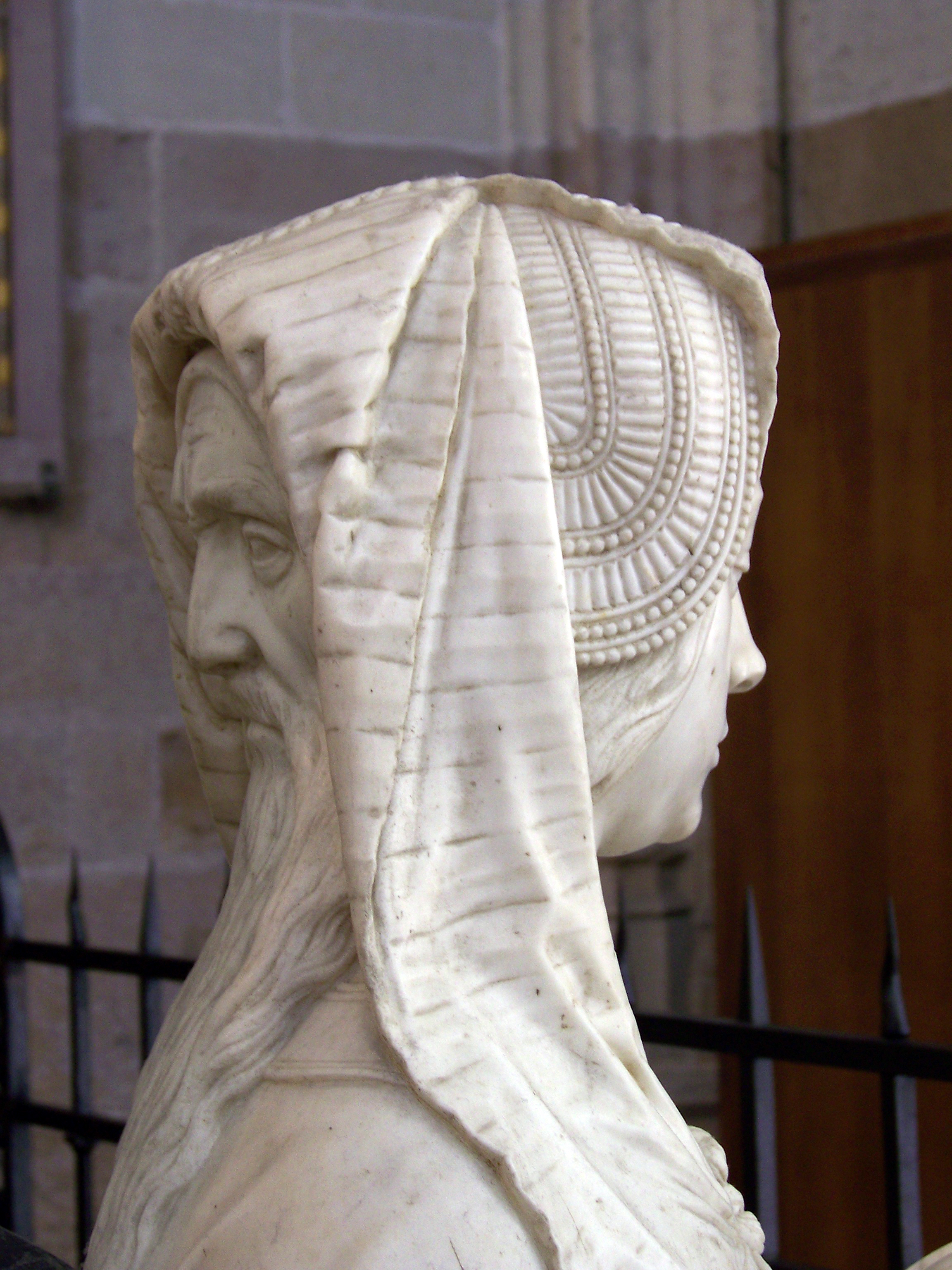
La Prudence.
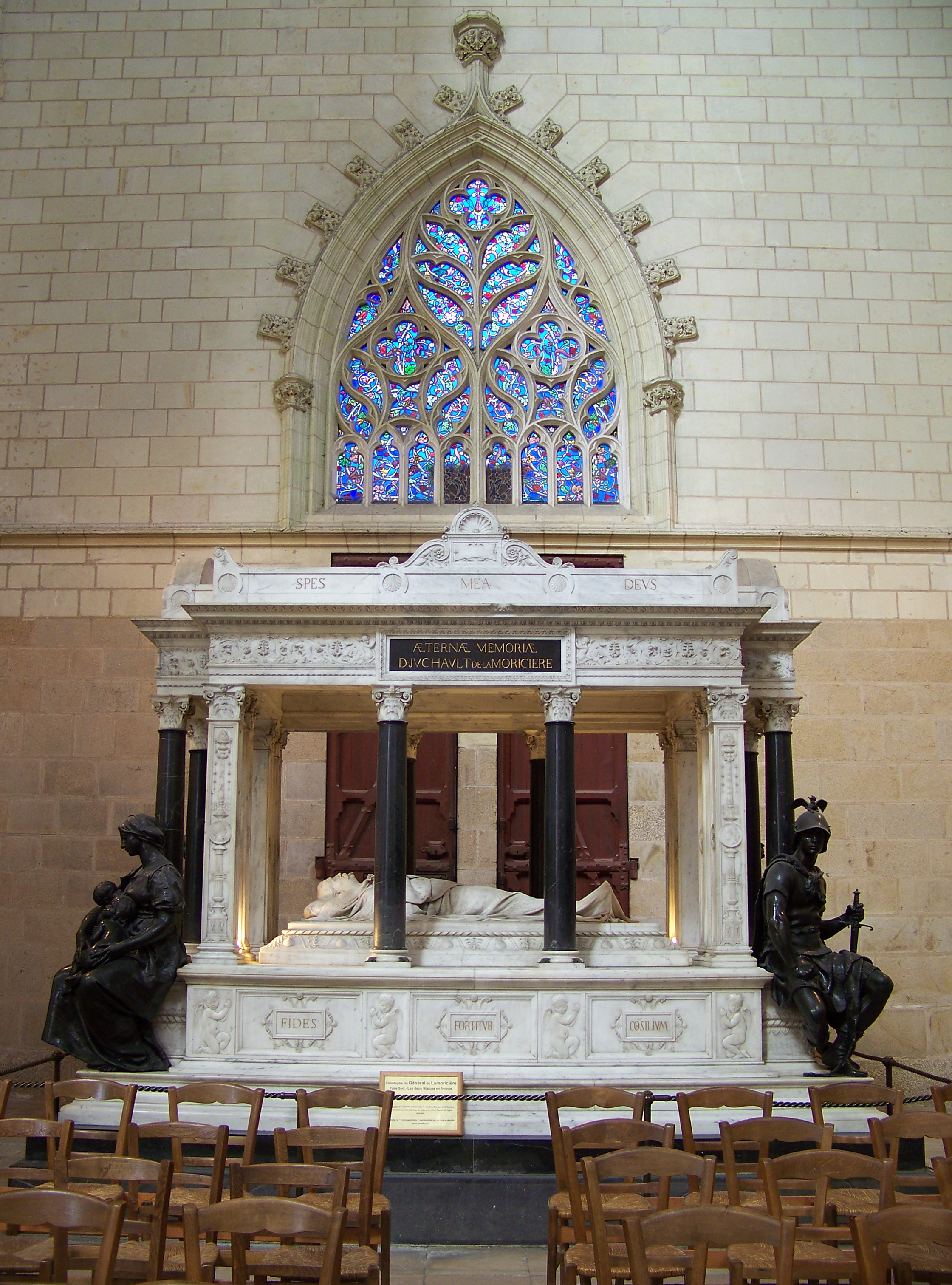
Cénotaphe du général de Lamoricière.

### Événements
C'est devant la cathédrale, place Saint-Pierre, que Nicolas Fouquet est arrêté par d'Artagnan le 5 septembre 1661 sur ordre de Louis XIV.
Dans la nuit du 10 au 11 novembre 1940, le jeune résistant Michel Dabat (9 octobre 1921, Paris), ancien élève du lycée Saint-Stanislas et de l'École des Beaux-Arts de Nantes, installe, en compagnie de Christian de Mondragon, un drapeau français au sommet d'une des tours de la cathédrale,. Arrêté à la suite d'une dénonciation, il est condamné à quatre mois d'emprisonnement par le conseil de guerre du 8 août 1941. Le 22 octobre 1941, à l'âge de vingt ans, il est fusillé avec quinze autres personnes au champ de tir du Bêle, dans le cadre des représailles après la mort de Karl Hotz. Il est inhumé à Saint-Julien-de-Concelles, sa sépulture ne comporte ni plaque ni lettre en raison de l'interdiction de toute inscription.

### Cryptes
La cathédrale comporte deux cryptes.
Une crypte romane du XIe siècle date de l’époque de la deuxième cathédrale. Elle est formée d'un martyrium rectangulaire s’achevant en abside entourée d'un couloir déambulatoire qui s’achève en cul-de sac. Au centre du martyrium, quatre épaisses colonnes romanes à chapiteaux et imposte  portaient la voûte qui retombait sur les colonnes engagées dans le mur. Le chœur de la cathédrale romane étant surélevé par rapport au reste de l’édifice, la voûte romane a été détruite pour aplanir le sol pendant la construction du chœur néo-gothique et remplacée par le plafond plat actuel. Le long de l’abside, le sol est creusé d’un couloir auquel on accède par un escalier à chaque extrémité. Le couloir-déambulatoire à colonnes engagées permettait de voir les reliques exposées dans le martyrium par les trois fenestrellae percée dans le mur épais. Des objets de culte y sont exposés : ciboires, calices, encensoirs. On peut y voir la crosse de Fournier, évêque de Nantes de 1870 à 1877, réalisée par François Evellin en 1870, et classée en 1982 au titre objet des monuments historiques.
Plus bas, une vaste crypte a été créée au XIXe siècle pour soutenir le nouveau chœur. Quatre salles qui y sont ouvertes retracent l’histoire de la cathédrale.

### Cloches
La tour sud de la cathédrale contient une sonnerie de huit cloches de volée électrique en lancé-franc et en super-lancé :
1. Jeanne Antoinette - 2,04 m de diamètre - 5 650 kg - fondue en 1842 (ou 1843) par Bollée Frères (Le Mans) - fa#2
2. Françoise Thérèse - 1,83 m de diamètre - 4 010 kg - fondue en 1841 par Guillaume-Besson (Angers) - sol#2
3. Joséphine - 1,61 m de diamètre - 2 945 kg - fondue en 1842 (ou 1843) par Bollée Frères (Le Mans) - la#2
4. Julie Félicité - 1,57 m de diamètre - 2 431 kg - fondue en 1841 par Guillaume-Besson (Angers) - si2
5. Marie Françoise - 1,39 m de diamètre - 1 675 kg - fondue en 1841 par Guillaume-Besson (Angers) - do#3
6. Perrine Marie - 1,24 m de diamètre - 1 200 kg - fondue en 1841 par Guillaume-Besson (Angers) - ré#3
7. Émilie - 1,11 m de diamètre - 870 kg - fondue en 1841 par Guillaume-Besson (Angers) - fa3
8. Louise - 1,03 m de diamètre - 690 kg - fondue en 1841 par Guillaume-Besson (Angers) - fa#3

Dans une des baies de la tour sud (côté ouest) est suspendu un carillon d'horloge de douze cloches fixes, fondues en 1843 par Bollée Frères (Le Mans), d'un poids total de 1 209 kg et donnant les notes suivantes : sol#3 – la#3 – si3 – do#4 – ré#4 – fa4 – fa#4 – sol#4 – la#4 – si4 – do5 – do#5
La cathédrale contient en outre une cloche actuellement déposée :
- Donatienne - 0,65 m de diamètre - fondue en 1829 par Sarrazin (Nantes) - do#4[53]

### Orgues

#### Les grandes orgues
Les documents témoignent de la présence d’un orgue dans la cathédrale dès le XVe siècle, époque à laquelle l’édifice est érigé. L’orgue à l’origine de l’instrument actuel est l’œuvre de Jacques Girardet pour la partie centrale et le positif, et date de 1619. Les parties latérales sont dues au facteur Adrien Lépine au siècle suivant (1768), puis c'est François-Henri Clicquot, facteur du Roi, qui refait cet orgue à neuf en 1784. Il est alors doté de 49 jeux, répartis sur 5 claviers manuels et un pédalier.
À la Révolution française, l'organiste Denis Joubert sauve l’orgue neuf de la vente ou de la destruction en le faisant participer aux fêtes révolutionnaires qui se déroulent à la cathédrale. En 1833, le Chapitre confie à Geiger, facteur de Nantes, le soin de relever le grand orgue. Mais le travail reste incomplet, avant d’être achevé en 1893.
Le 15 juin 1944, l’orgue subit des dégâts à la suite d’un violent bombardement sur Nantes. Un dommage de guerre affecté à l’instrument permet d’envisager sa restauration. Le chantier est confié à la manufacture Beuchet-Debierre, de Nantes. L’inauguration du nouvel instrument a lieu le 21 novembre 1971. Le nombre de jeux est alors porté à 74.
Lors de l'incendie de 1972, Joseph Beuchet, alors à la tête de la manufacture, et ses ouvriers risquent leur vie pour bâcher l'instrument. Cette opération permet d'abriter l'instrument de l'eau des pompiers qui, si elle s'était introduite dans les tuyaux, aurait rendu l'orgue hors d'usage. Des travaux doivent néanmoins être réalisés à la suite de cet incendie.
Félix Moreau (1922-2019) a été titulaire de l'orgue de 1954 à 2013, puis titulaire honoraire jusqu'à sa mort le 24 février 2019. Les titulaires actuels sont Marie-Thérèse Jehan, Michel Bourcier et Mickaël Durand.
Le 18 juillet 2020,, les grandes orgues sont entièrement détruites par un incendie criminel.
Avant sa destruction, la composition du grand orgue était la suivante :
| I. Grand-Orgue C–c6 61 notes | II. Positif C–c6 61 notes | III. Récit C–c6 61 notes | IV. Bombarde C-c6 61 notes                                               | Pédale C-g3 32 notes |
| --- | --- | --- | ------------------------------------------------------------------------ | --- |
| Montre 16 Bourdon 16 Montre 8 Flûte harmonique 8 Principal 8 Diapason 8 Bourdon 8 Grosse Quinte 5 1/3 Prestant 4 Flûte 4 Grosse Tierce 3 1/5 Quinte Flûte 2 2/3 Quarte 2 Doublette 2 Tierce 1 3/5 Grosse Fourniture 2 à 4 rgs Fourniture 4 rgs Cymbale 4 rgs Cornet (dessus) 1re Trompette 8 2e Trompette 8 Clairon 4 | Montre 8 Salicional 8 Bourdon 8 Prestant 4 Flûte douce 4 Nasard 2 2/3 Doublette 2 Tierce 1 3/5 Larigot 1 1/3 Piccolo 1 Fourniture 4 rgs Cornet (dessus) Trompette 8 Clairon 4 Cromorne 8 | Quintaton 16 Principal 8 Flûte 8 Bourdon 8 Gambe 8 Voix céleste 8 Prestant 4 Flûte 4 Doublette 2 Nasard 2 2/3 Quarte 2 Tierce 1 3/5 Doublette 2 Plein Jeu 4 rgs Cymbale 4 rgs Bombarde acoustique 16 Trompette 8 Clairon 4 Hautbois 8 Voix humaine (tremblant) 8 | Violoncelle 8 Cornet (dessus) Bombarde 16 Trompette 8 Clairon 4 Hautbois | Soubasse 32 Soubasse 16 (par extension) Basse 8 (par extension) Flûte 16 Flûte 8 Flûte 4 Principal 16 Principal 8 Principal 4 Principal 2 Doublette 2 Plein Jeu 4 rgs Bombarde acoustique 32 Bombarde 16 Trompette 8 Clairon 4 |

Commandes aux pieds :
- Accouplements II/I, III/I, IV/I, III/II, IV/II, IV/III,
- Tirasses I, II, III, IV,
- Tutti/Renvoi Pédale,
- Tutti Anches, Appels Anches Pédale, Anches I, Anches II, Anches III, Anches IV,
- +/-, Crescendo (programmable), Plénum, Tutti général, Trémolo III
- Expression par bascule (récit).

Commandes digitales :
- Tirasses I, II, III, IV,
- Accouplements II/I, III/I, IV/I, III/II, IV/II, IV/III,
- Tutti Pédale, I, II, III, IV,
- Tutti général, Mutations, Anches,
- Mixtures Pédale, I, II, III, IV,
- Anches Pédale, Anches I, Anches II, Anches III, Anches IV,
- Combinateur (depuis 2006).

La traction des jeux et des notes est électropneumatique, la console en fenêtre.

Les grandes orgues
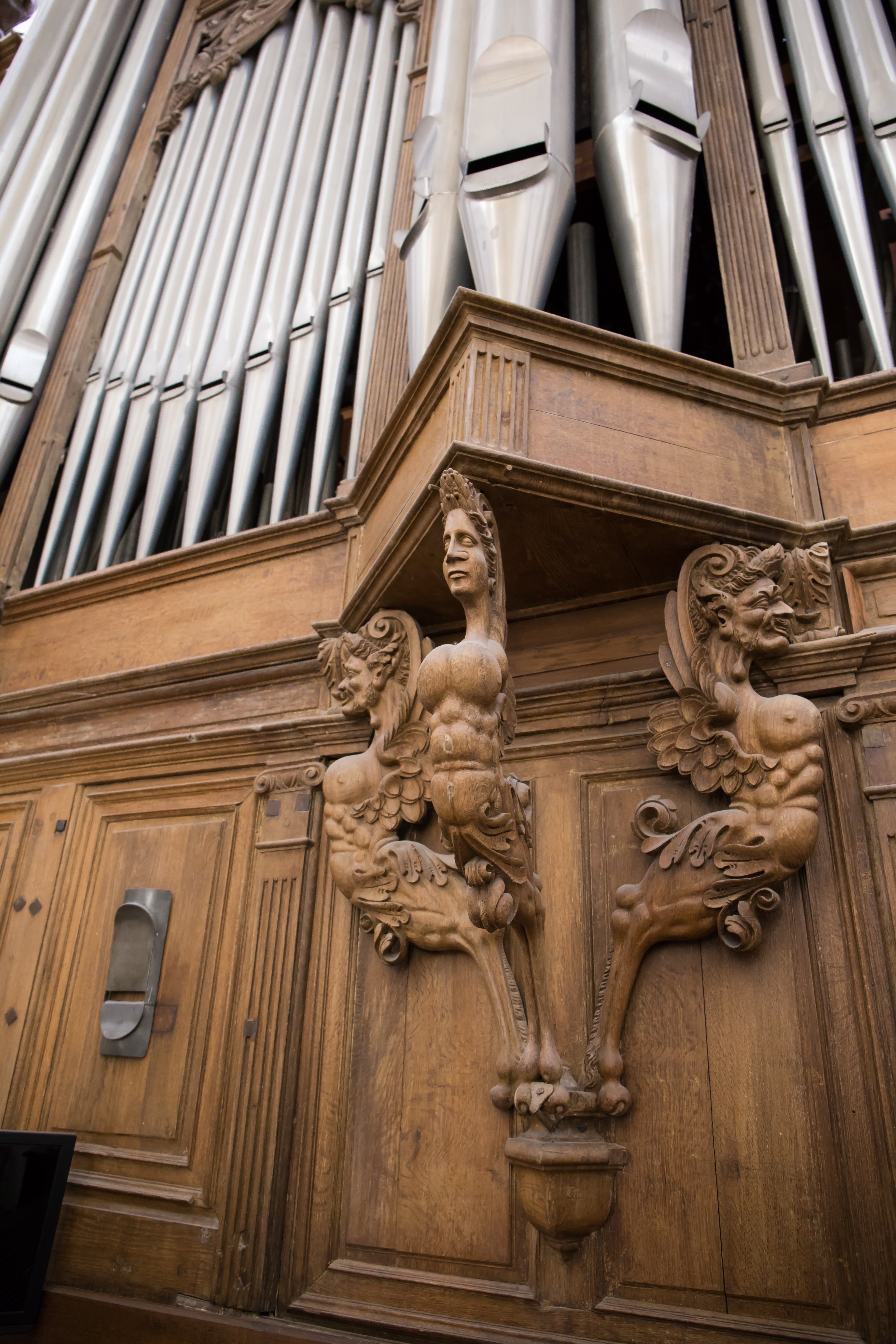
Détail.
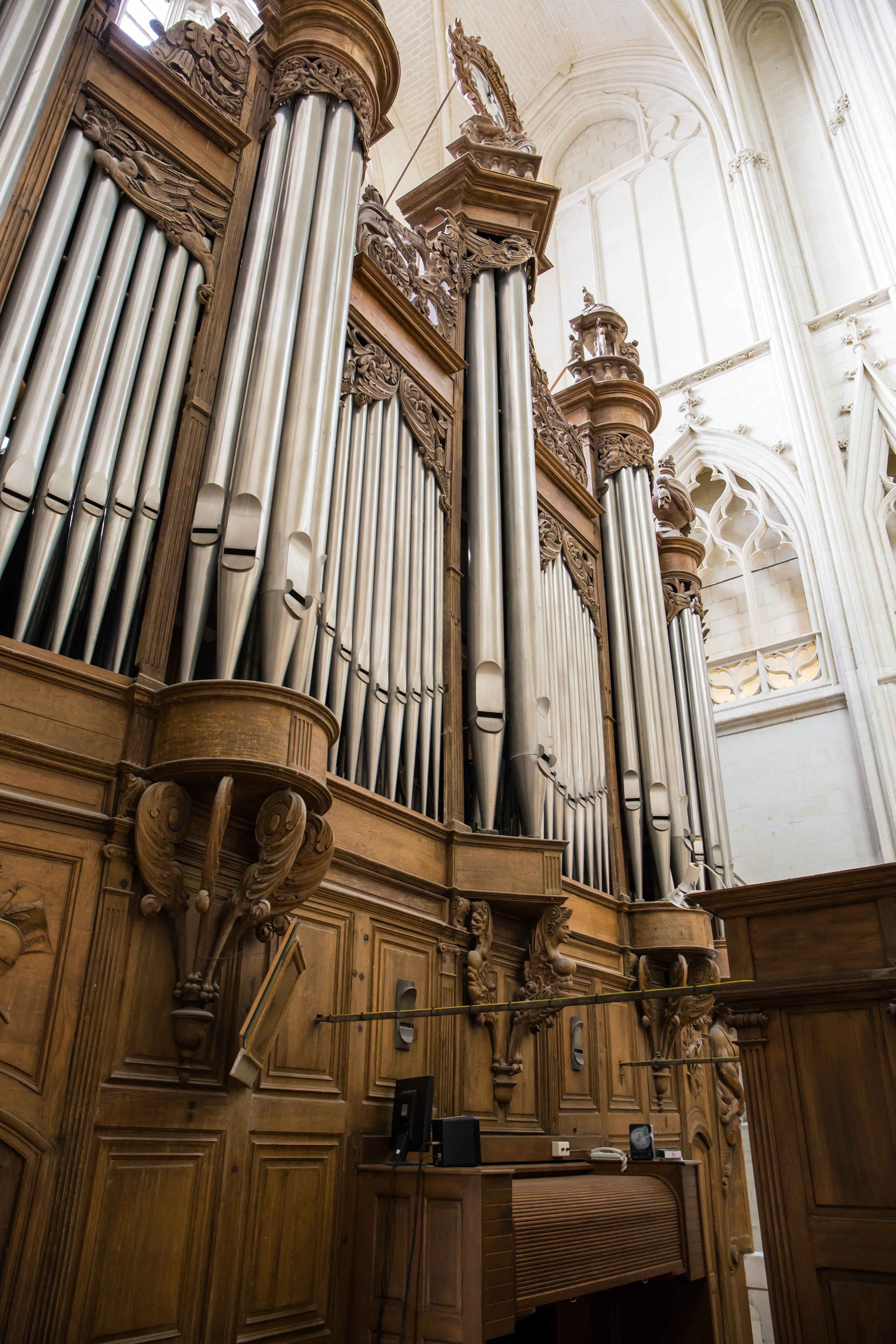
Vue de la tribune.

#### L'orgue de chœur
Les cérémonies ordinaires sont généralement accompagnées par l'orgue de chœur, aussi appelé « petit orgue », qui n'en est pas moins le plus grand orgue d'accompagnement de France. Achevé par Louis Debierre en 1897, il est doté de 31 jeux. Également endommagé par les bombardements de 1944 puis par l'incendie de 1972, il est restauré puis rendu à ses fonctions en 1985. La partie instrumentale de l'orgue est classée au titre des monuments historiques depuis le 2 décembre 1987. La composition en est la suivante :
| I. Grand-Orgue C–g5 56 notes                                                             | II. Positif C–g5 56 notes                                                                     | III. Récit C–g5 56 notes | Pédale C-f3 30 notes                                           |
| ---------------------------------------------------------------------------------------- | --------------------------------------------------------------------------------------------- | --- | -------------------------------------------------------------- |
| Bourdon 16 Montre 8 Bourdon 8 Flûte harmonique 8 Montre douce 4 Plein-jeu IV Trompette 8 | Salicional 8 Bourdon 8 Prestant 4 Doublette 2 Cornet II-V Fourniture IV Trompette 8 Clairon 4 | Flûte traversière 8 Cor de nuit 8 Gambe 8 Voix céleste 8 Flûte octaviante 4 Octavin 2 Trompette 8 Basson-hautbois 8 Cromorne 8 Clairon 4 | Contrebasse 16 Soubasse 16 Dolce 8 Basse 8 Flûte 4 Bombarde 16 |

Combinaisons par cuillères :
- Appel grand orgue
- Tutti tirasses
- Tutti copulas
- Tutti quanti
- Fonds de 8
- Fonds de 8 et 4
- Fonds de 16, 8 et 4
- Fonds et mixtures
- Anches récit
- Anches positif et grand orgue
- Expression récit par bascule
- Octave aigüe
- Combinaisons

Combinaisons par tirettes dans les bras de claviers :
- Tirasse grand orgue
- Tirasse positif
- Tirasse récit
- Copula récit / grand orgue
- Copula récit / positif
- Copula positif / grand orgue
- Trémolo récit

Traction électrique.

## Cinéma
La cathédrale de Nantes apparaît dans plusieurs scènes du film Une chambre en ville de Jacques Demy, réalisé en 1982, ainsi que dans le film Cessez-le-feu d'Emmanuel Courcol, sorti en 2017.

## Galeries

Vues extérieures
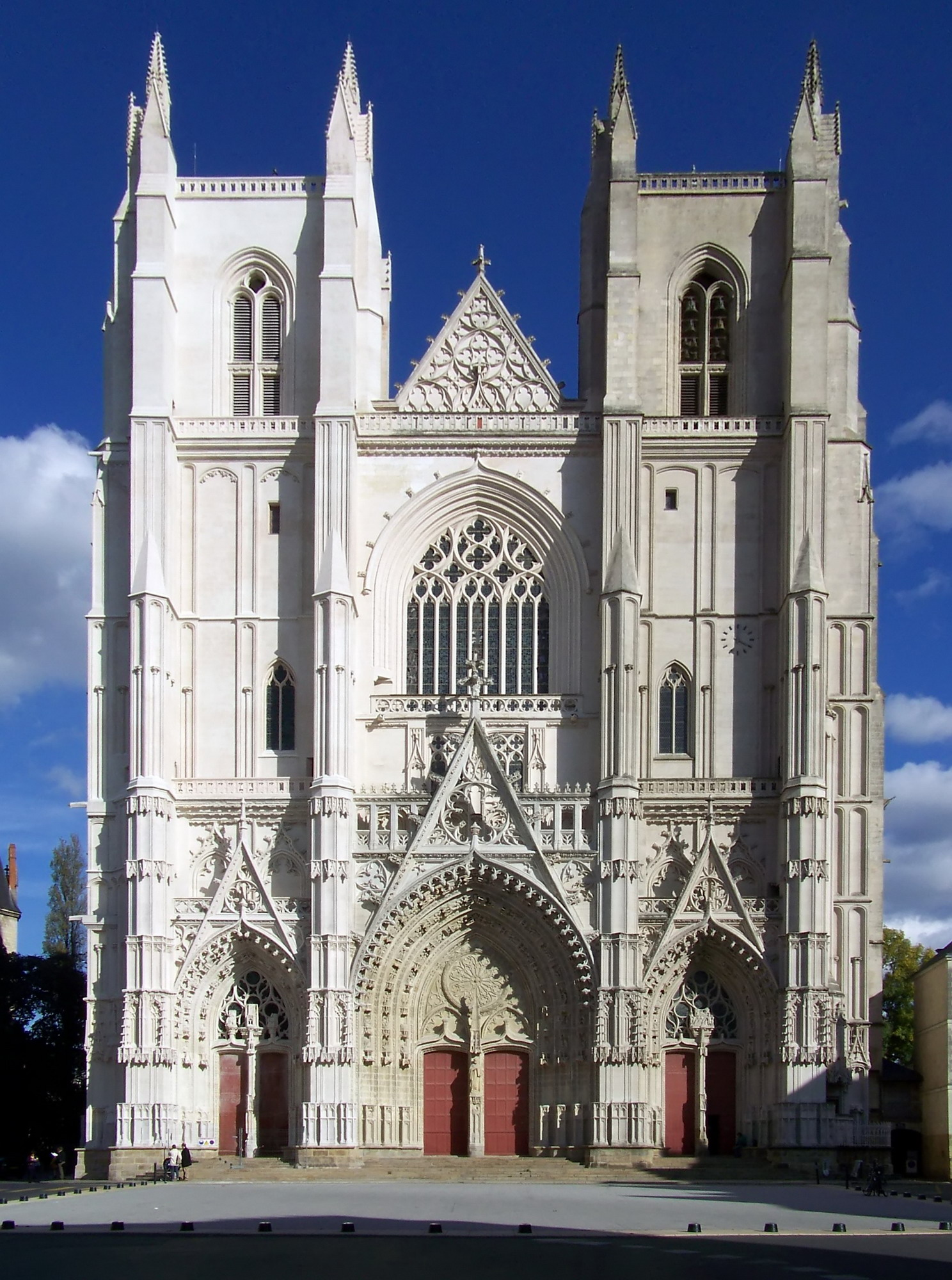
Façade occidentale de la cathédrale.
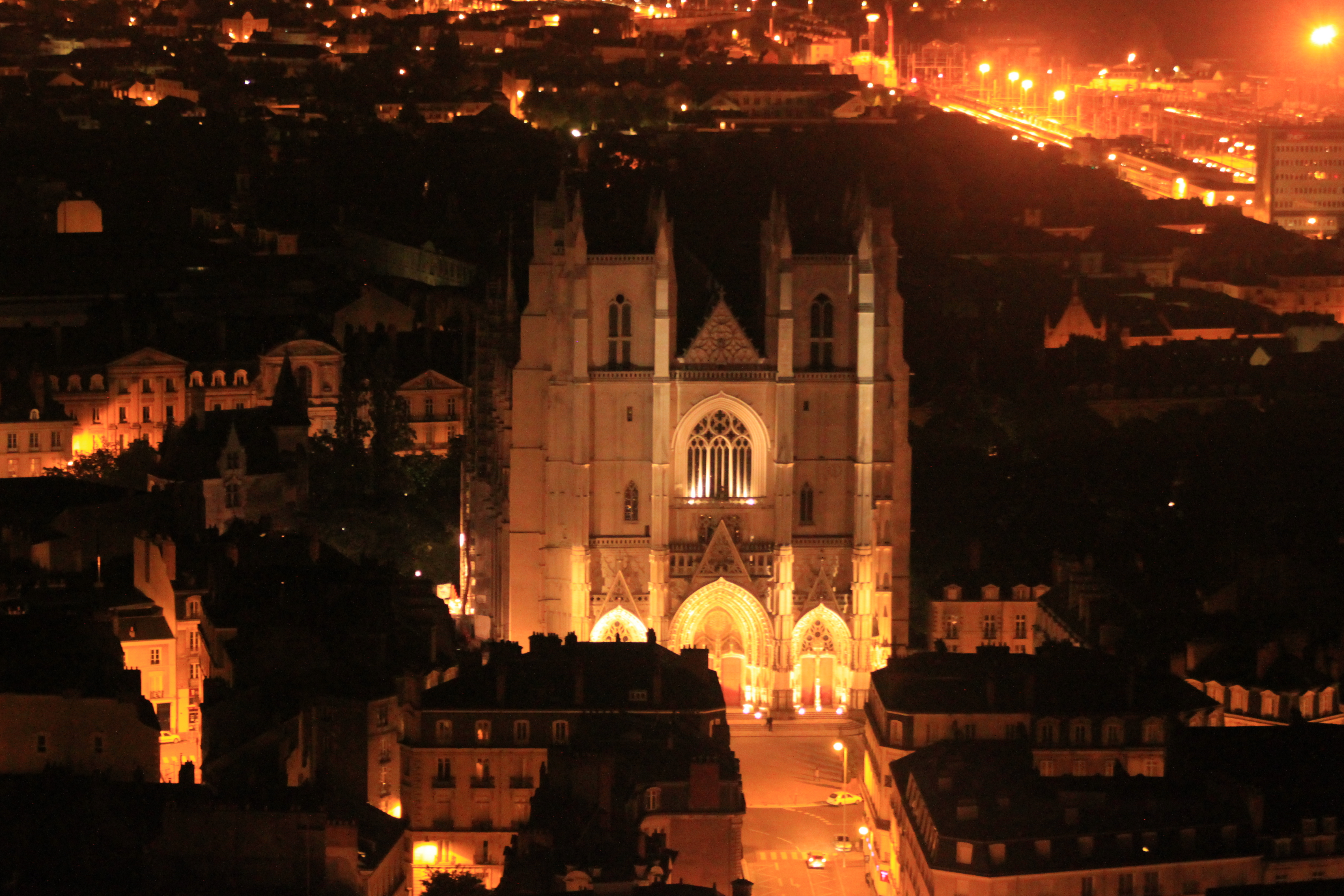
De nuit.
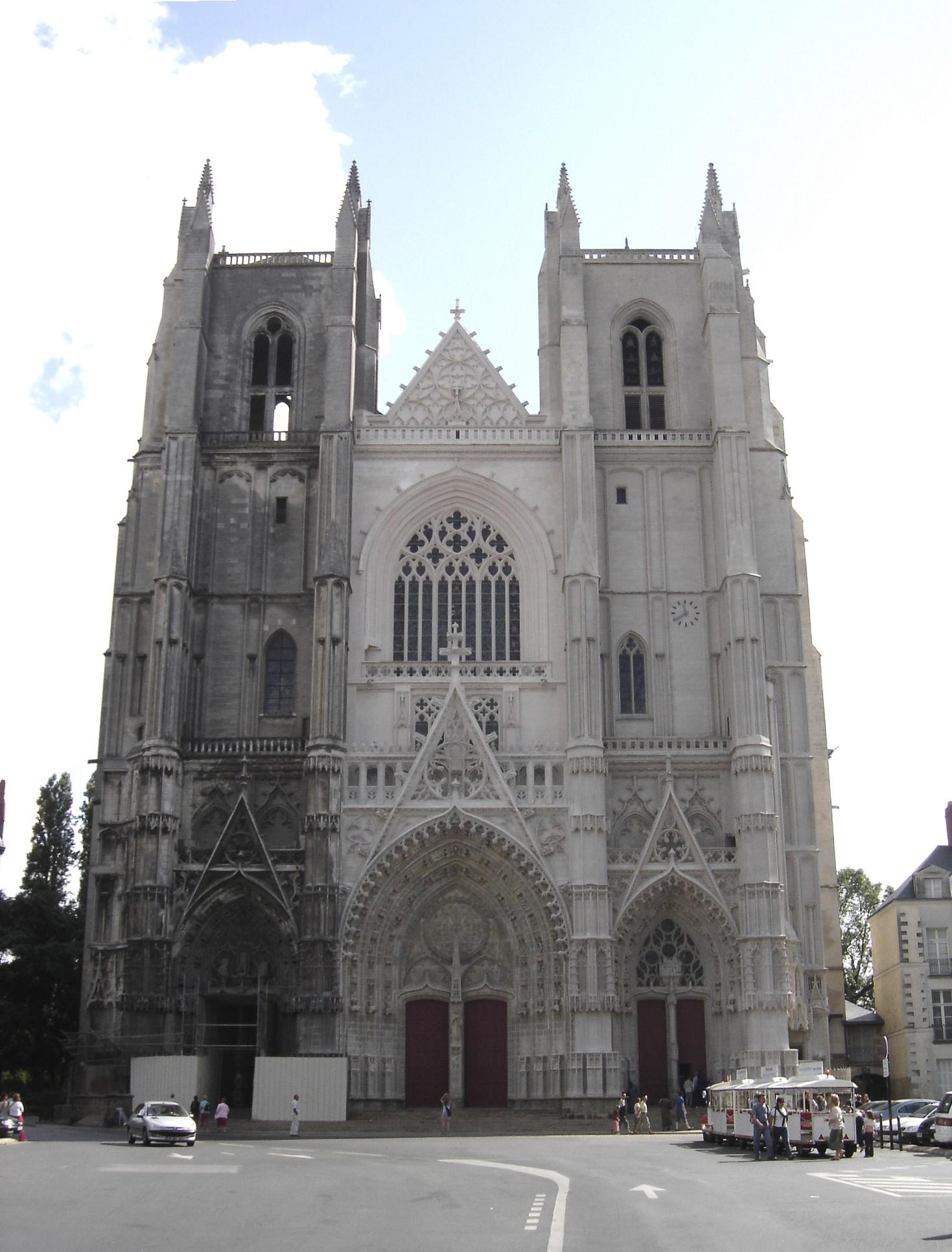
Façade occidentale en 2005, en cours de restauration.
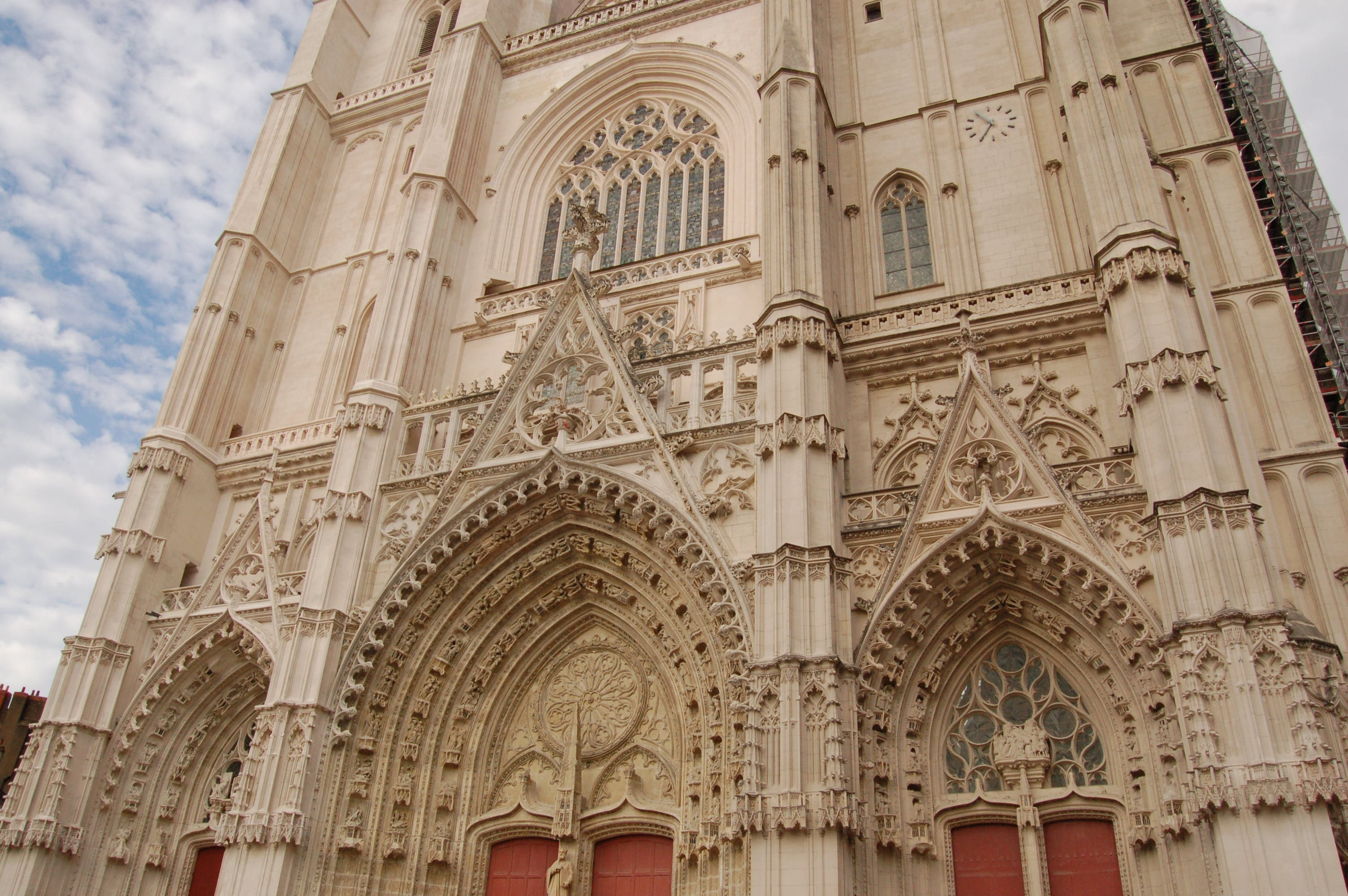
Détails de la façade occidentale en 2008, après restauration.
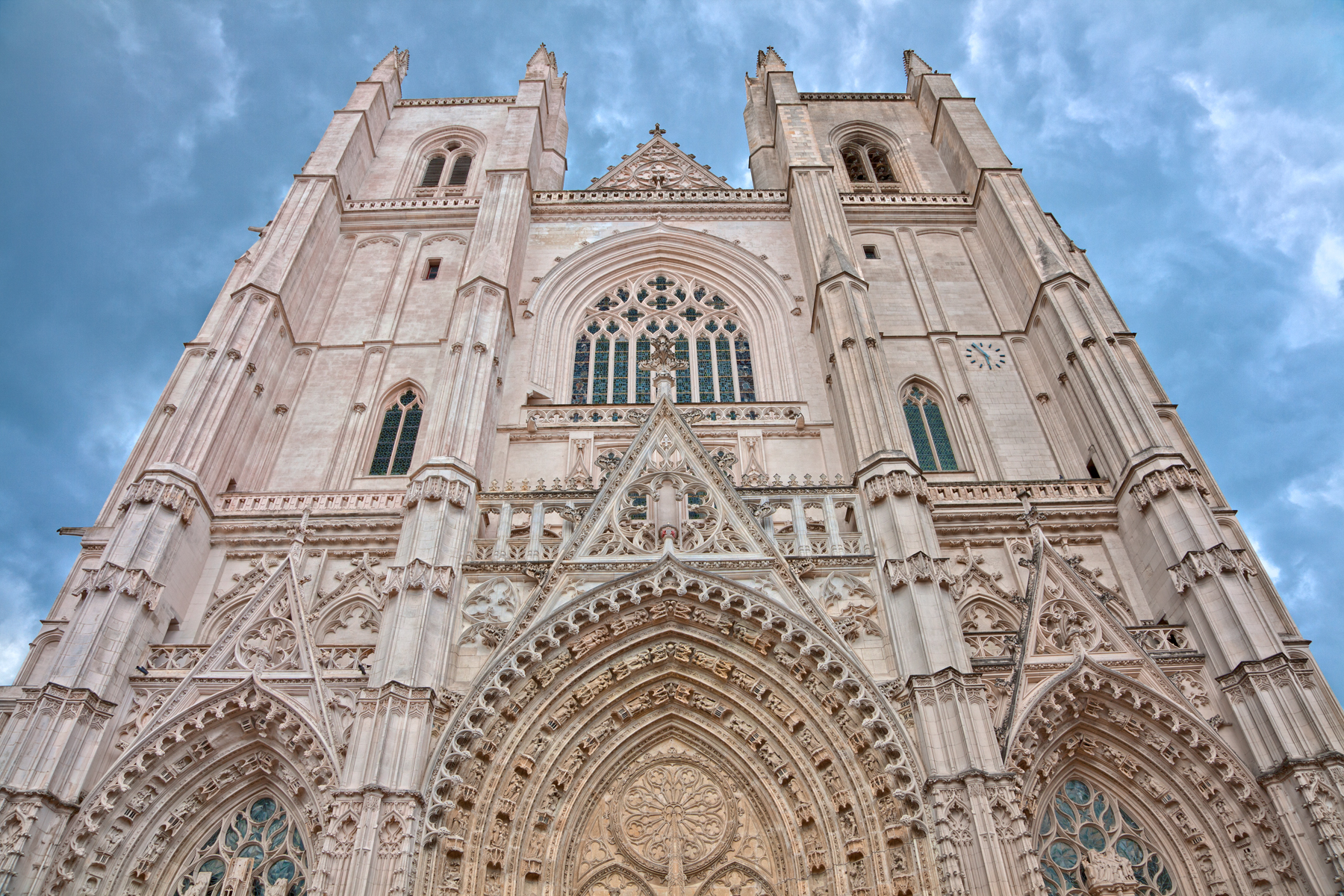
Vue de la façade de la cathédrale en HDR.
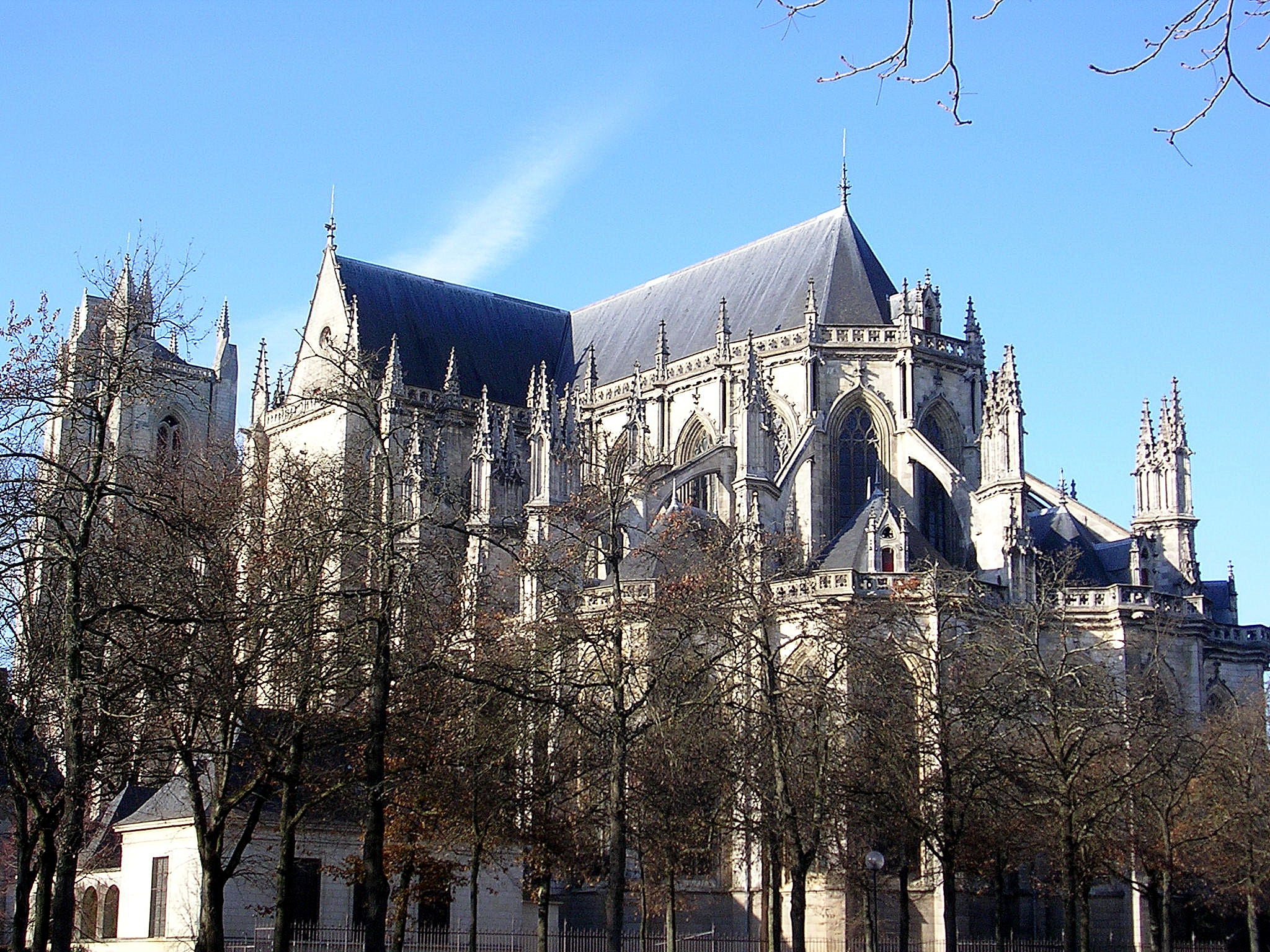
Chevet vu du cours Saint-Pierre.
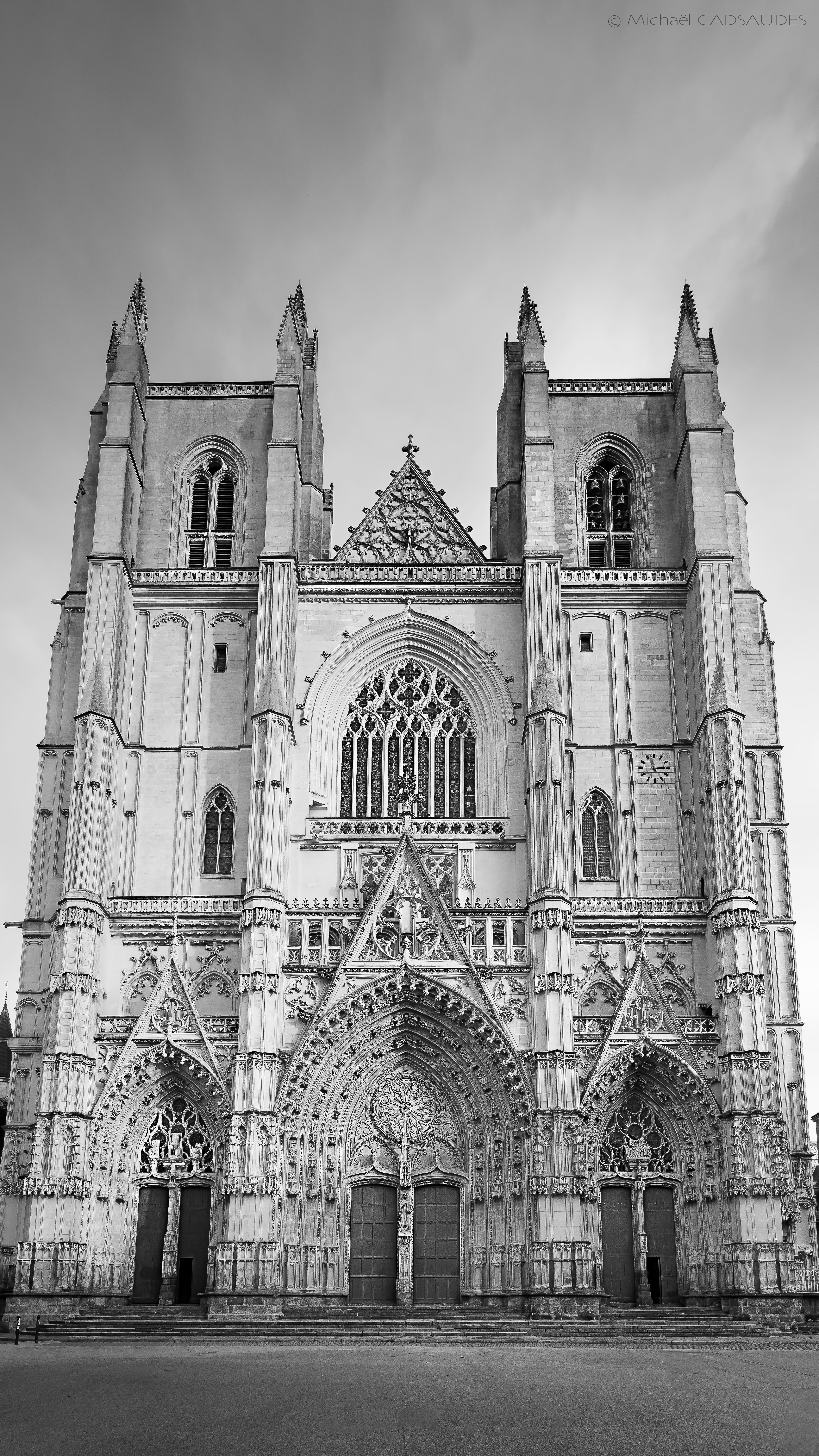

Détails
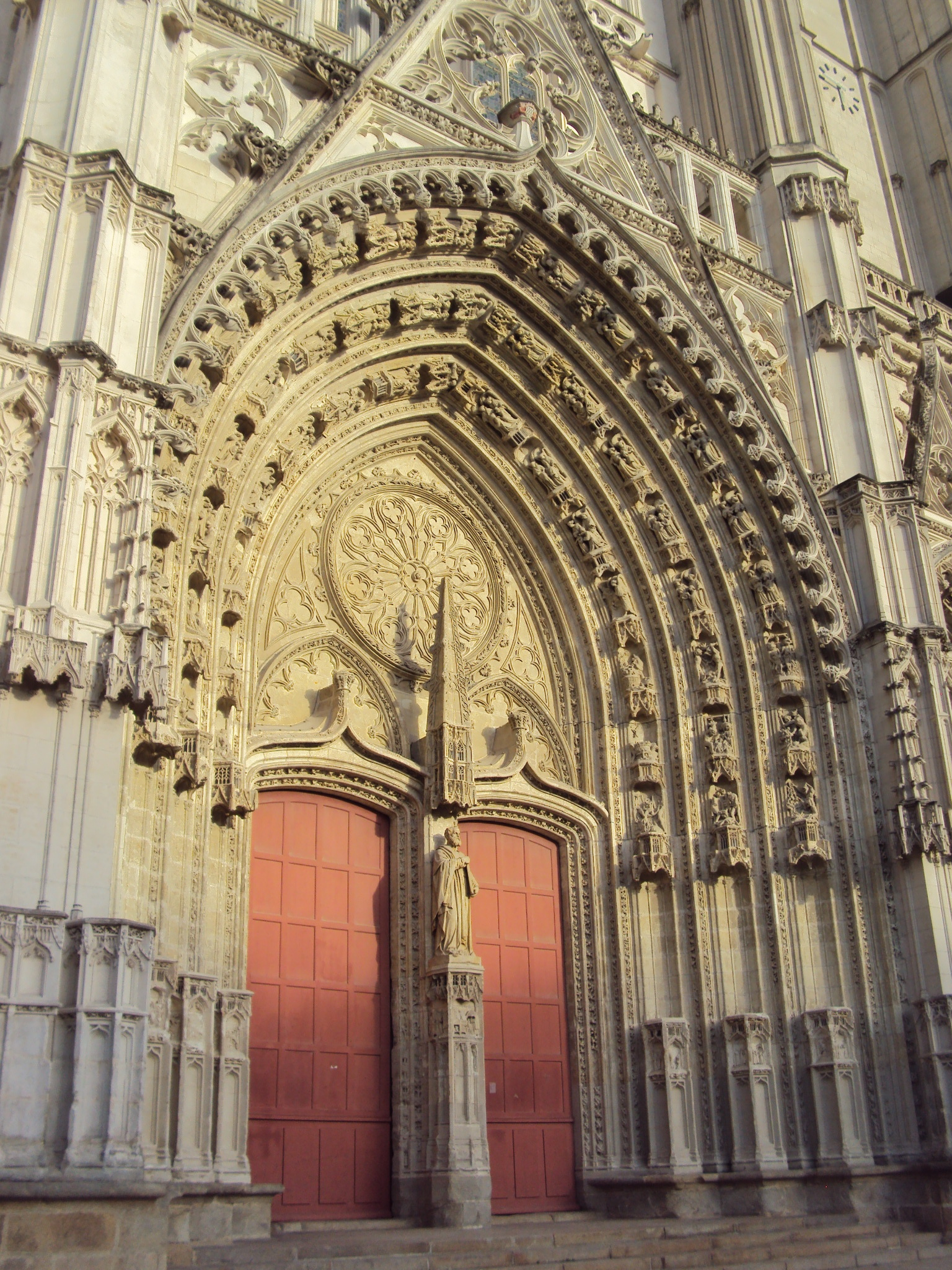
Portail ouest.
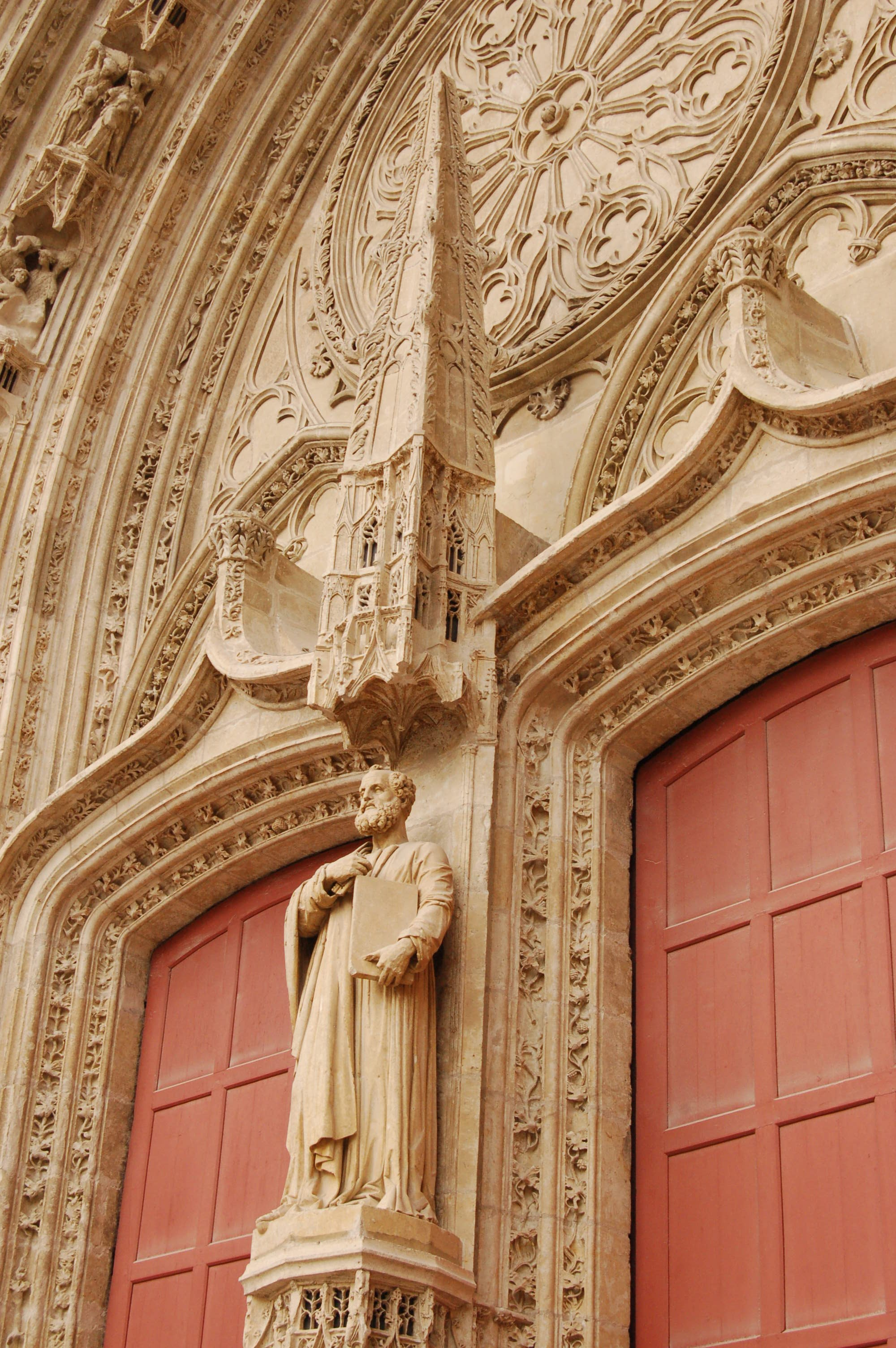
Saint Pierre trônant au milieu du portail restauré.
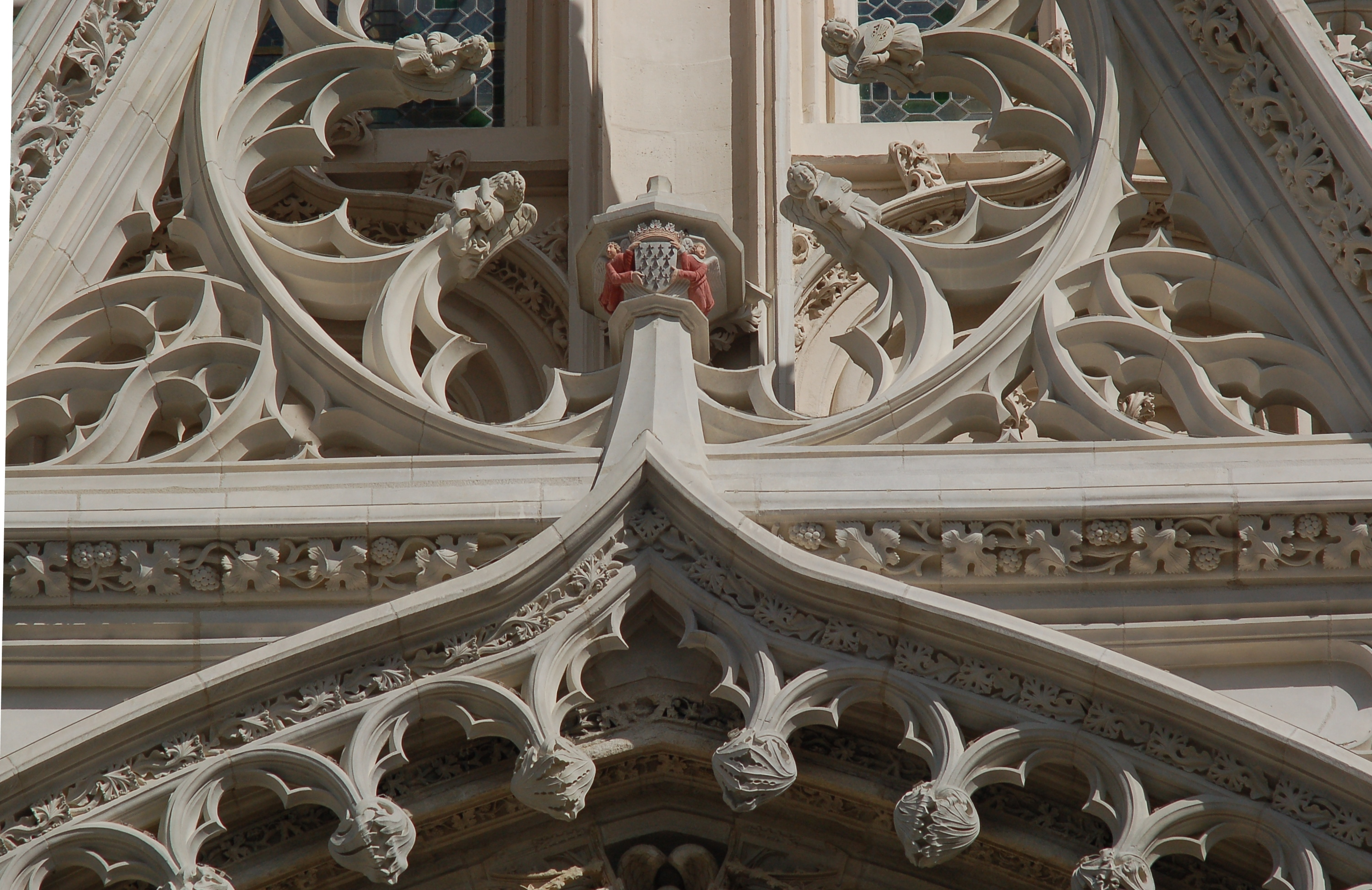
Portail ouest.
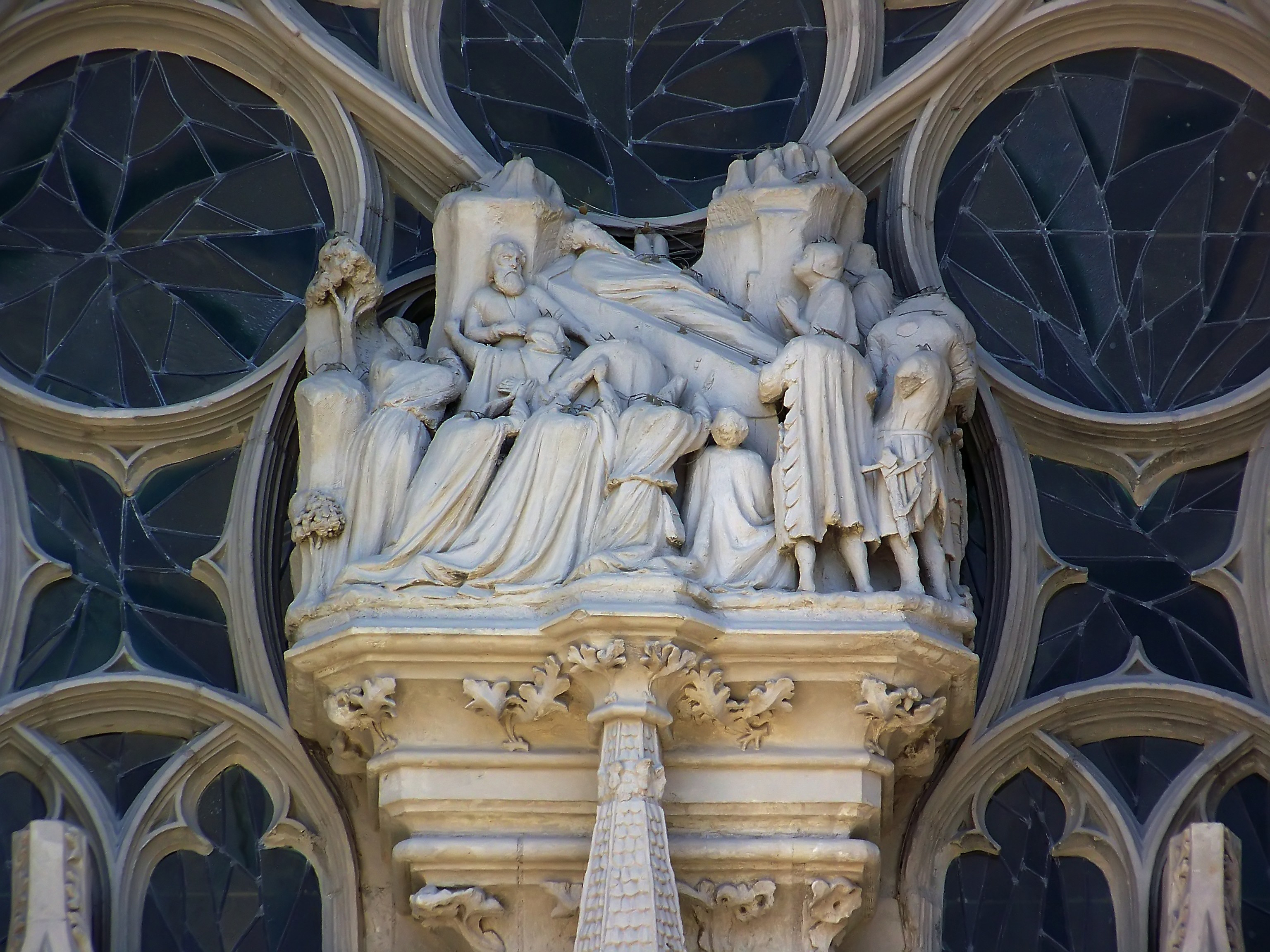
Tympan sud.

Vues intérieures
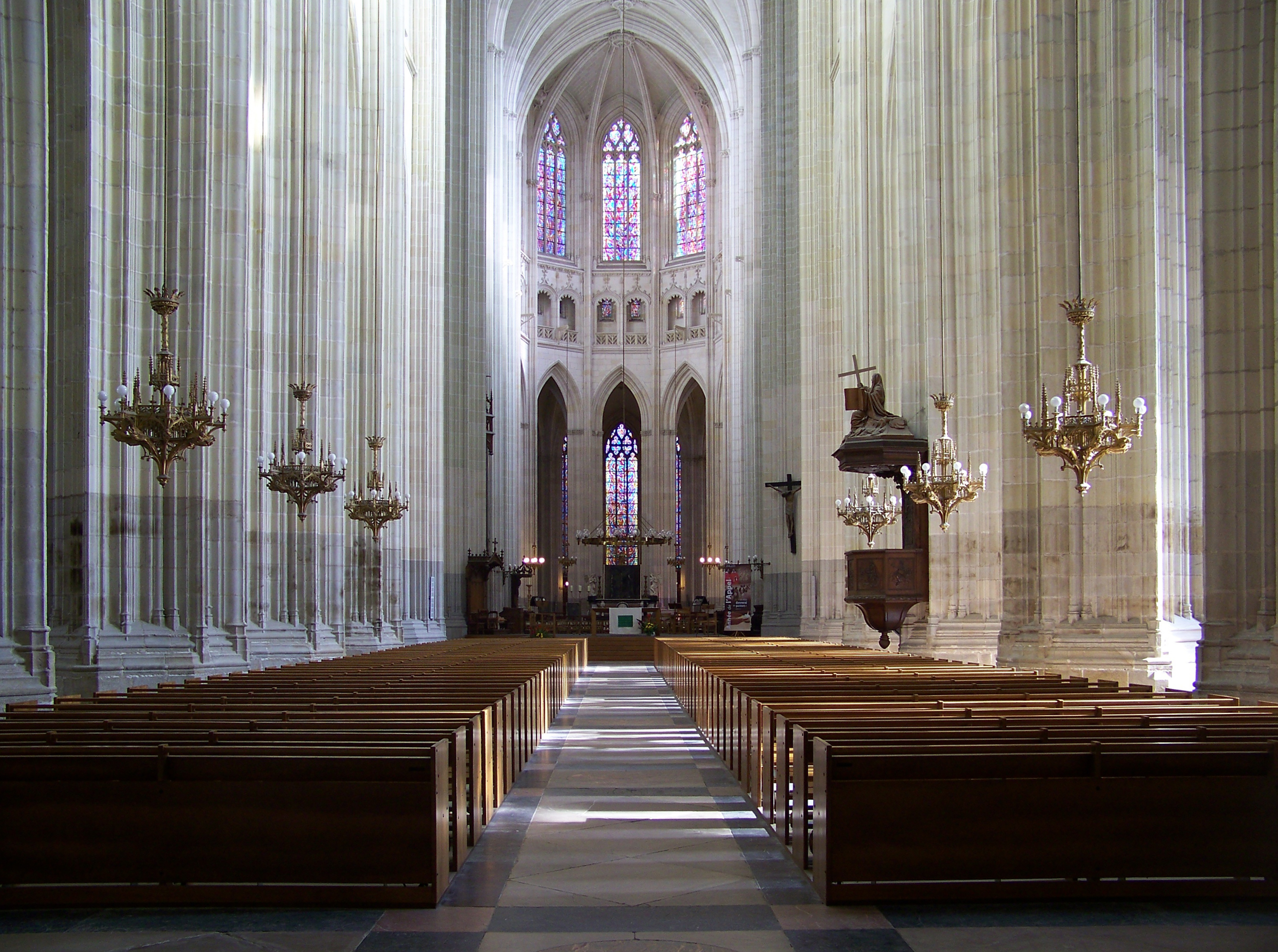
La nef.
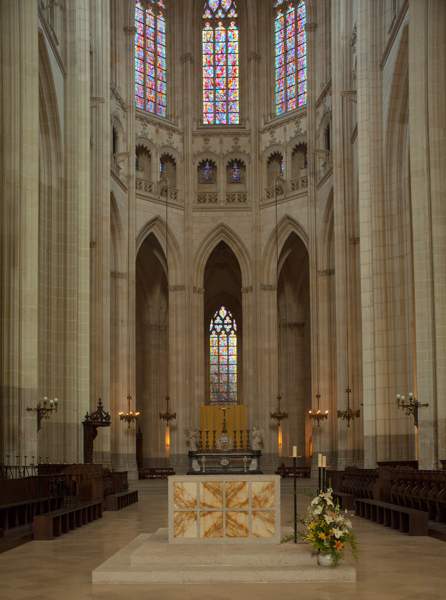
Le chœur.
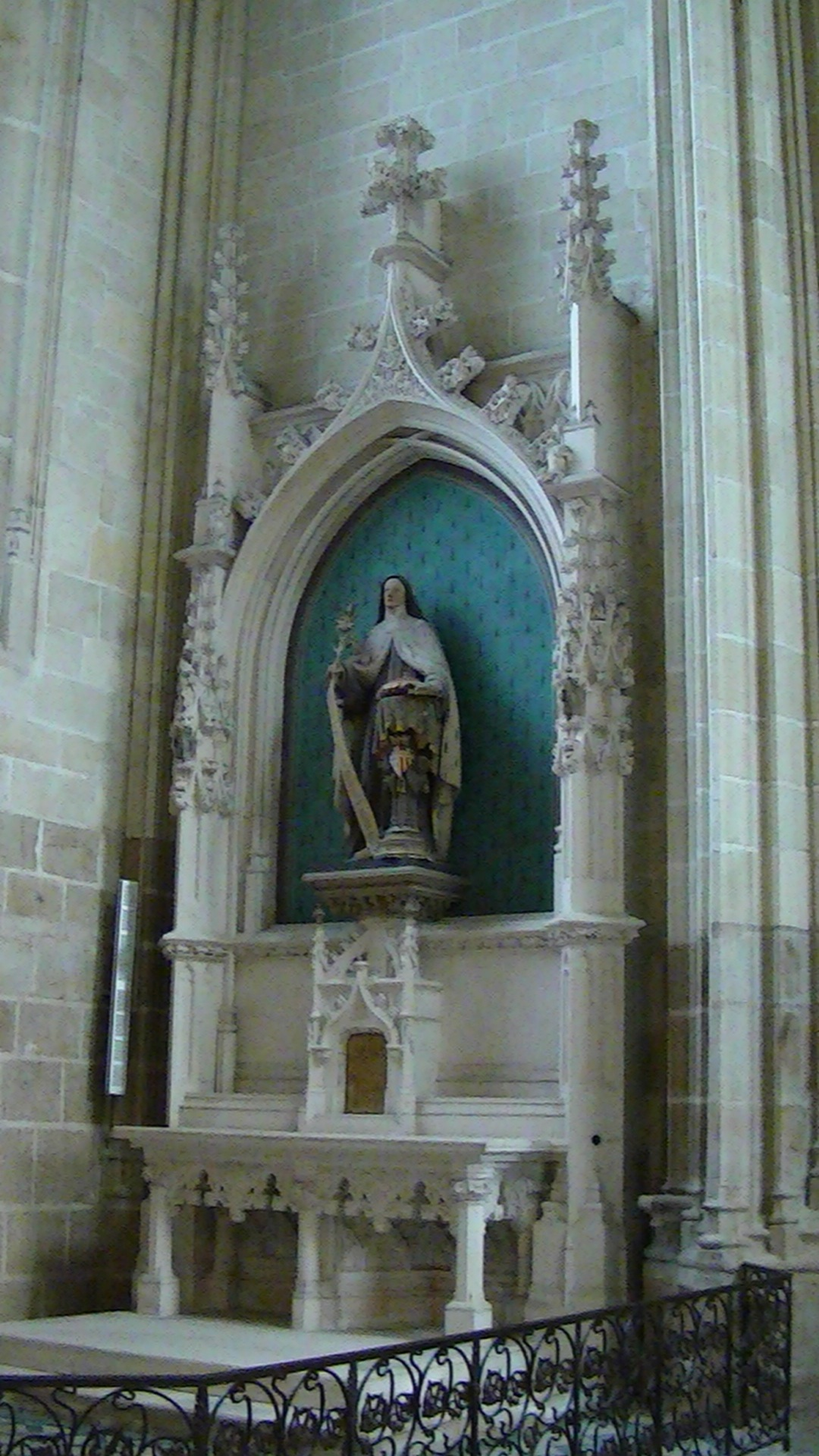
Chapelle dédiée à la bienheureuse Françoise d'Amboise.
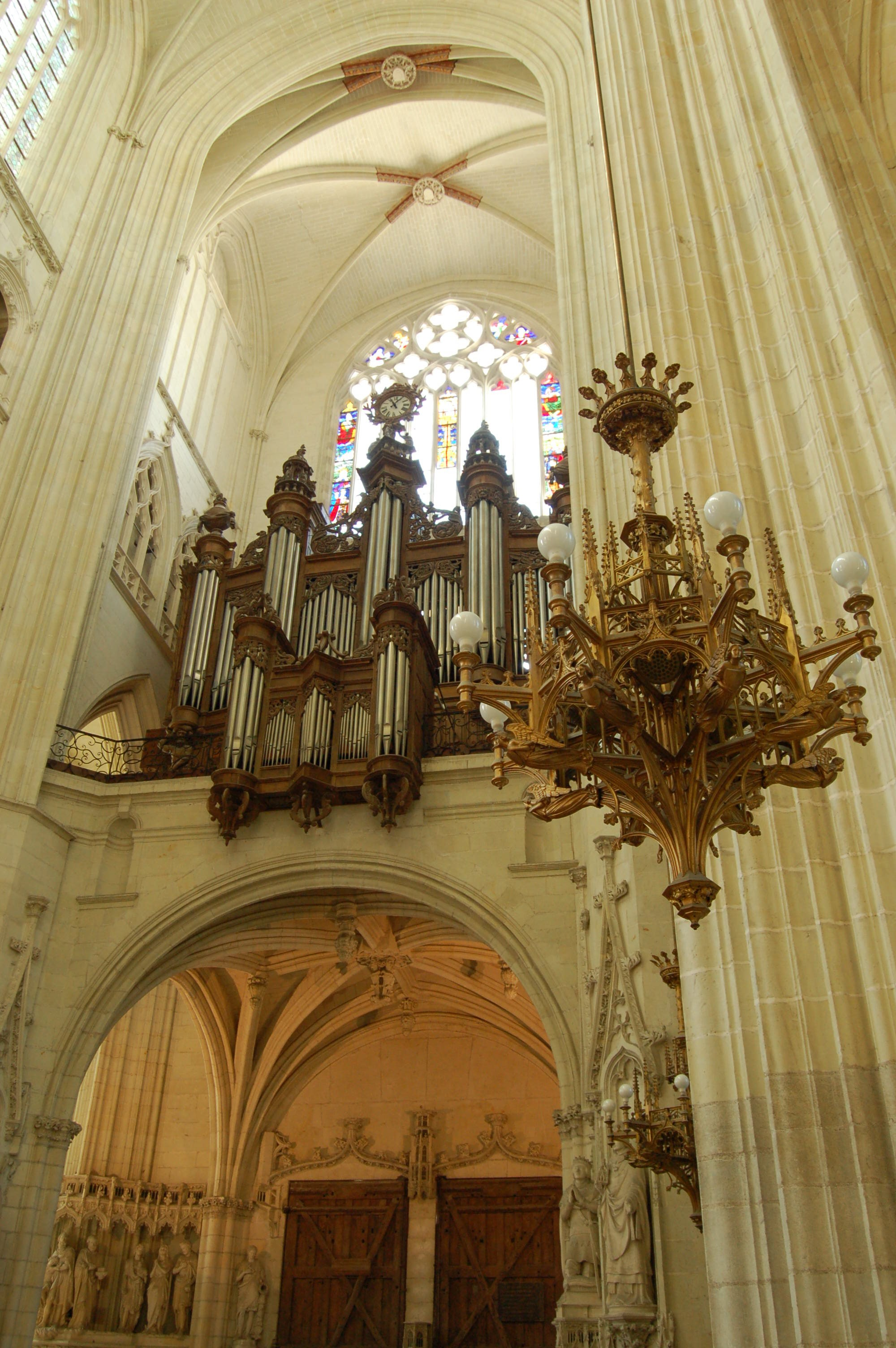
Orgue au-dessus de l'entrée principale, tribune, buffet et candélabre après restauration.
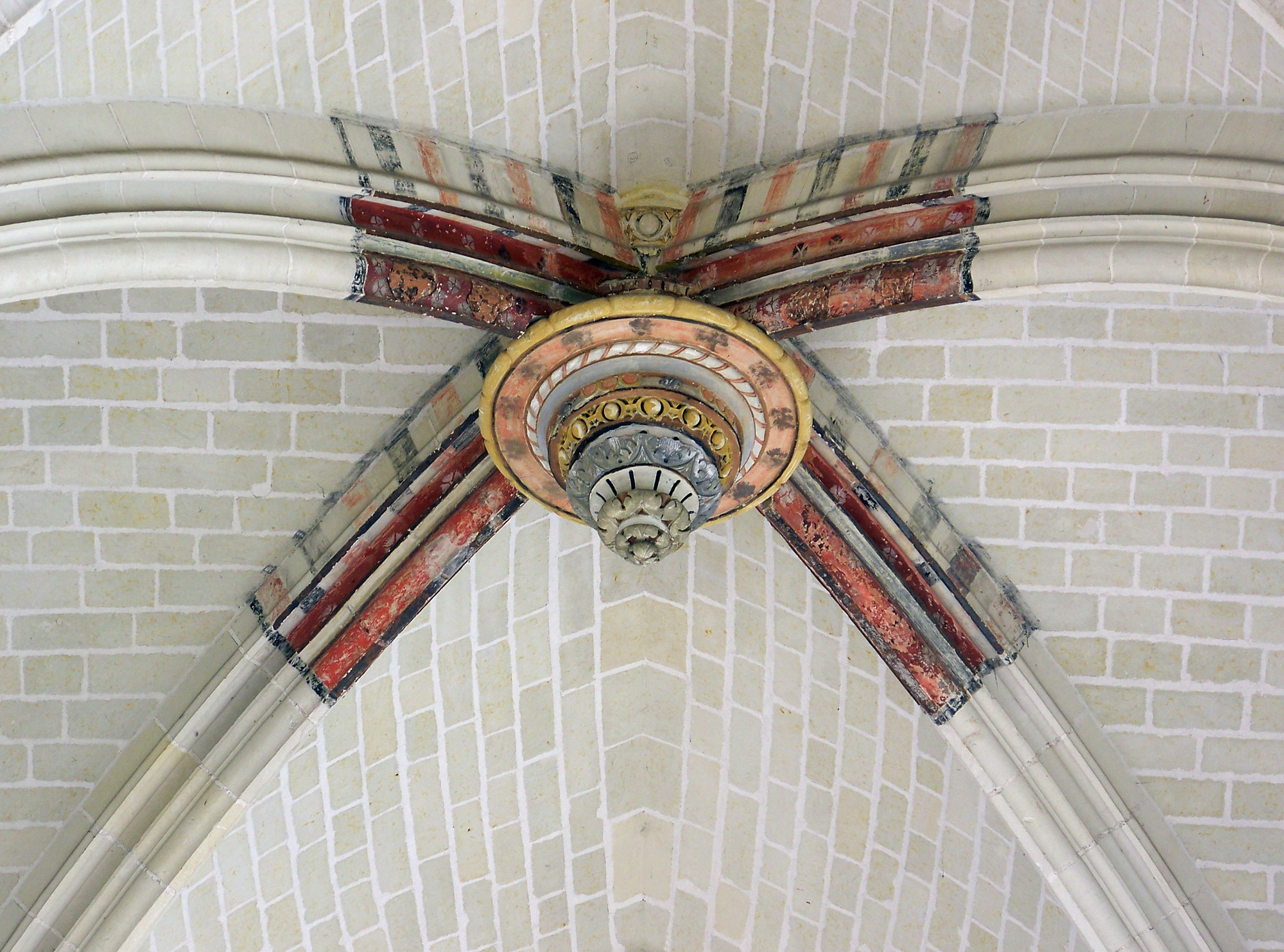
Clé de voûte de la travée sud.
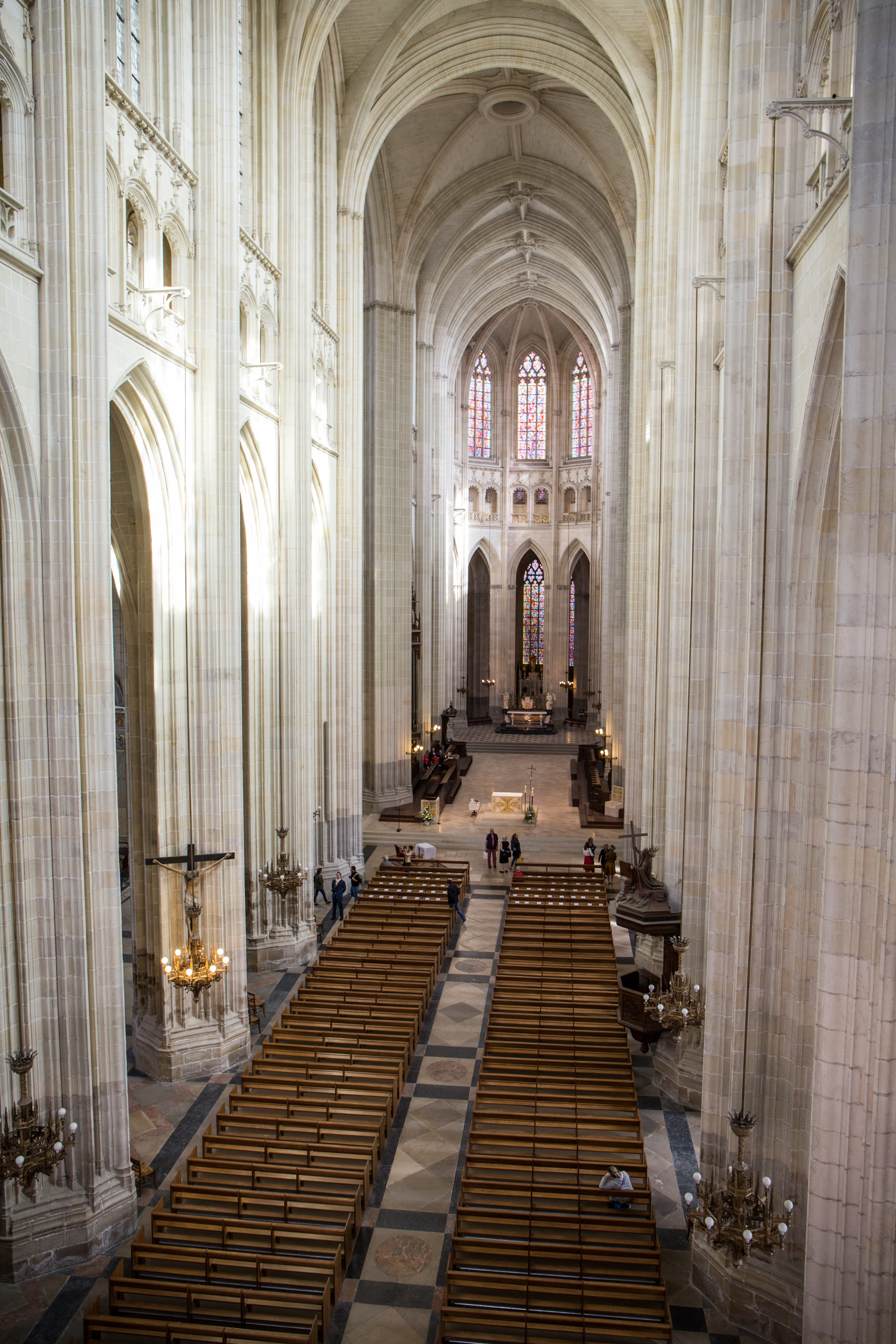
La nef vue de la tribune
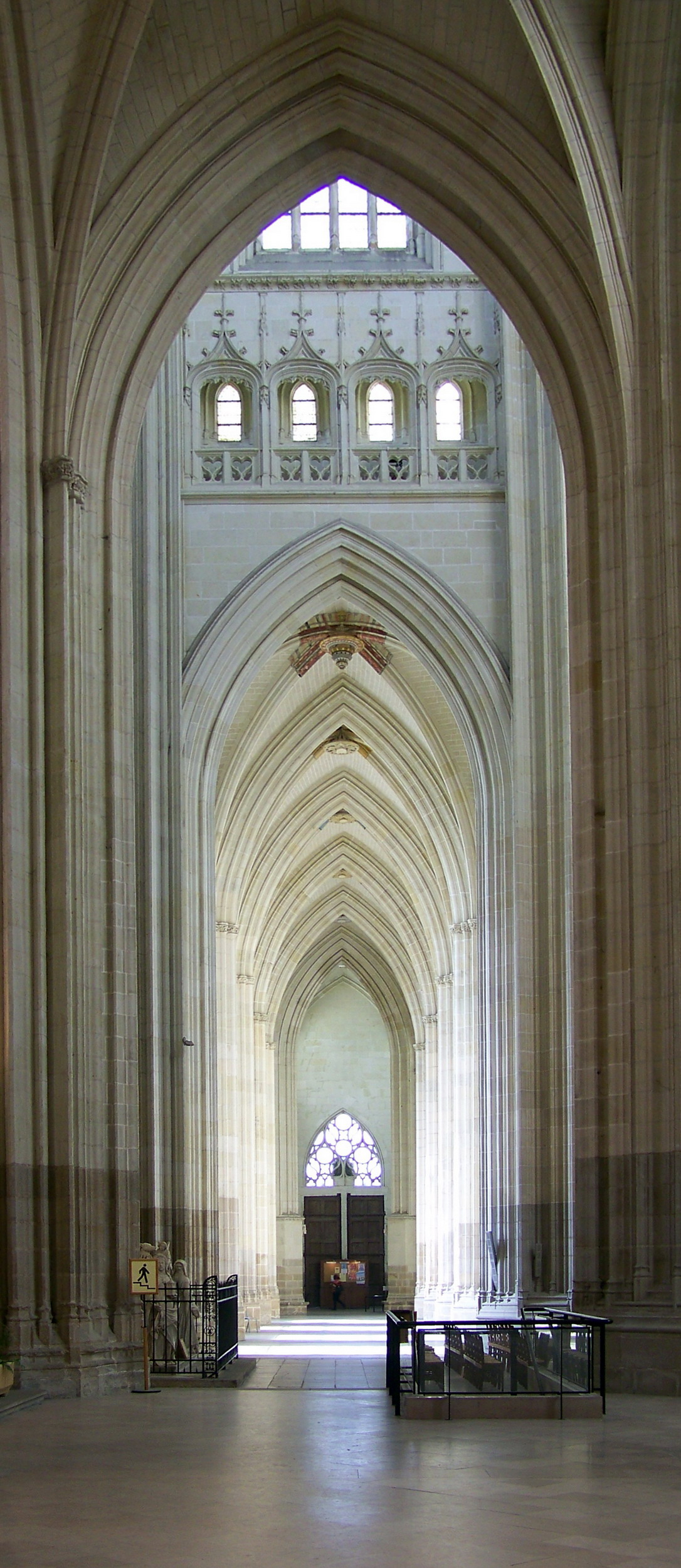
Collatéral sud.
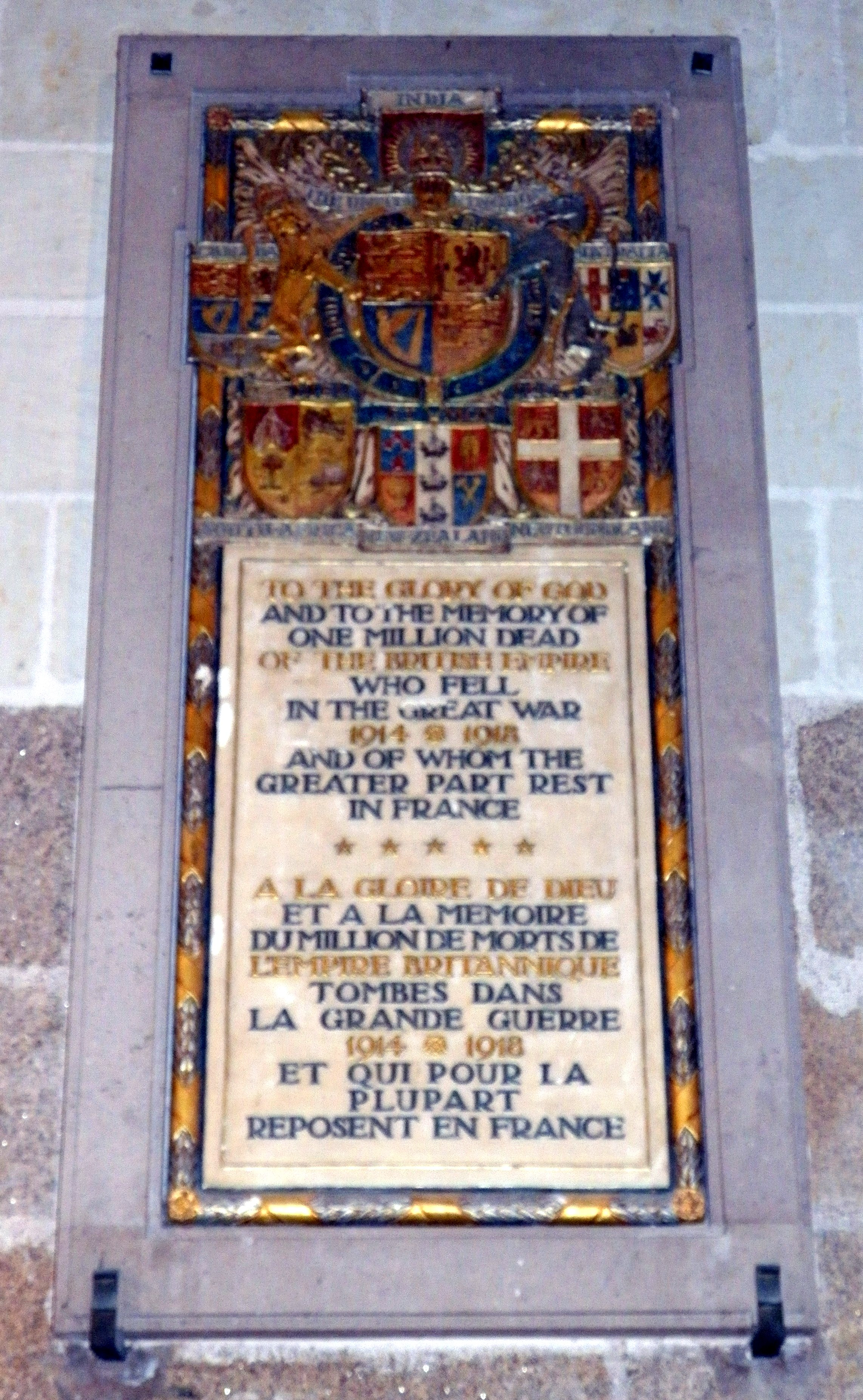
Plaque commémorative aux combattants de l'Empire britannique morts en 1914-1918.
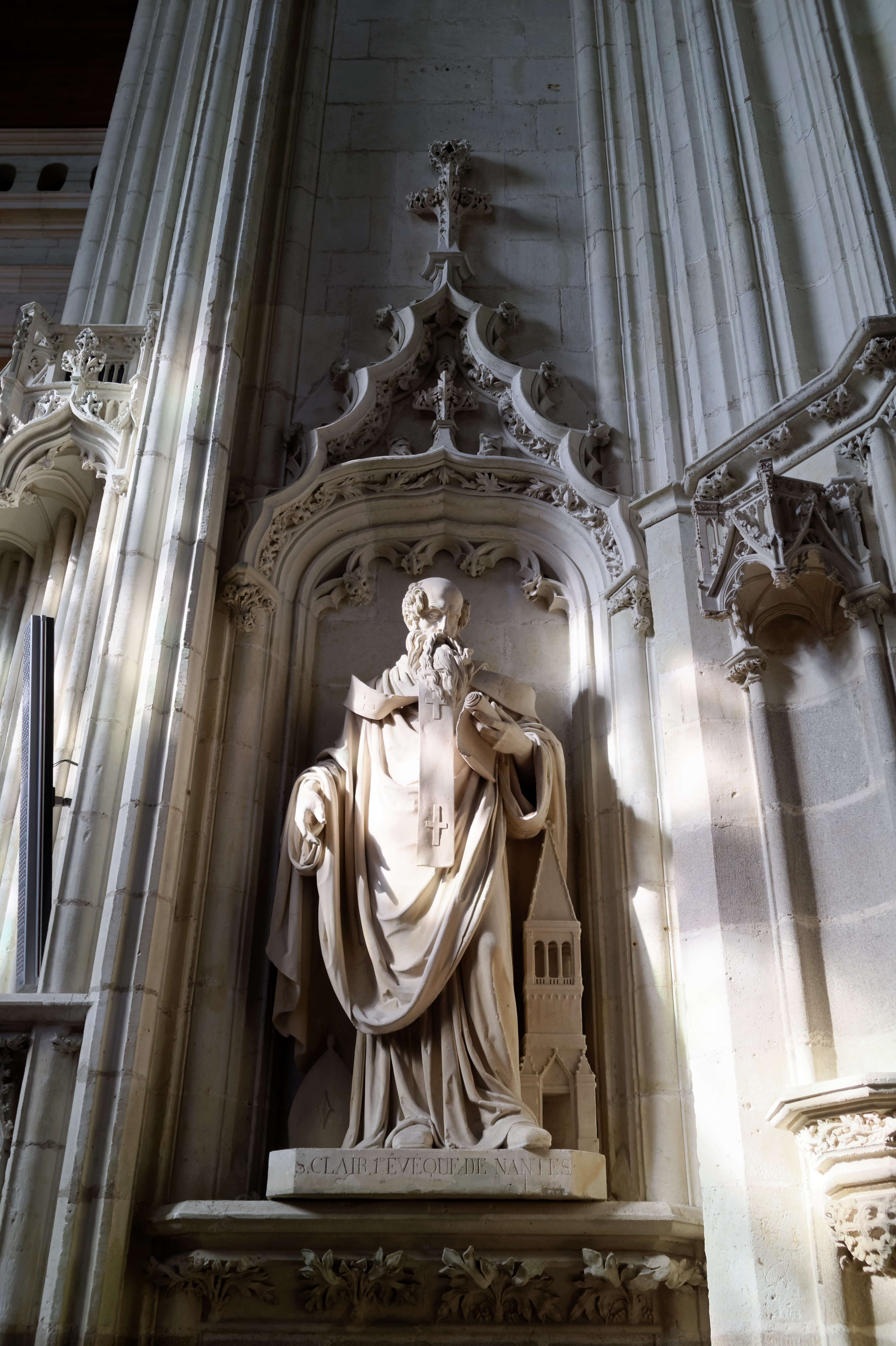
Statue de l'évêque saint Clair.
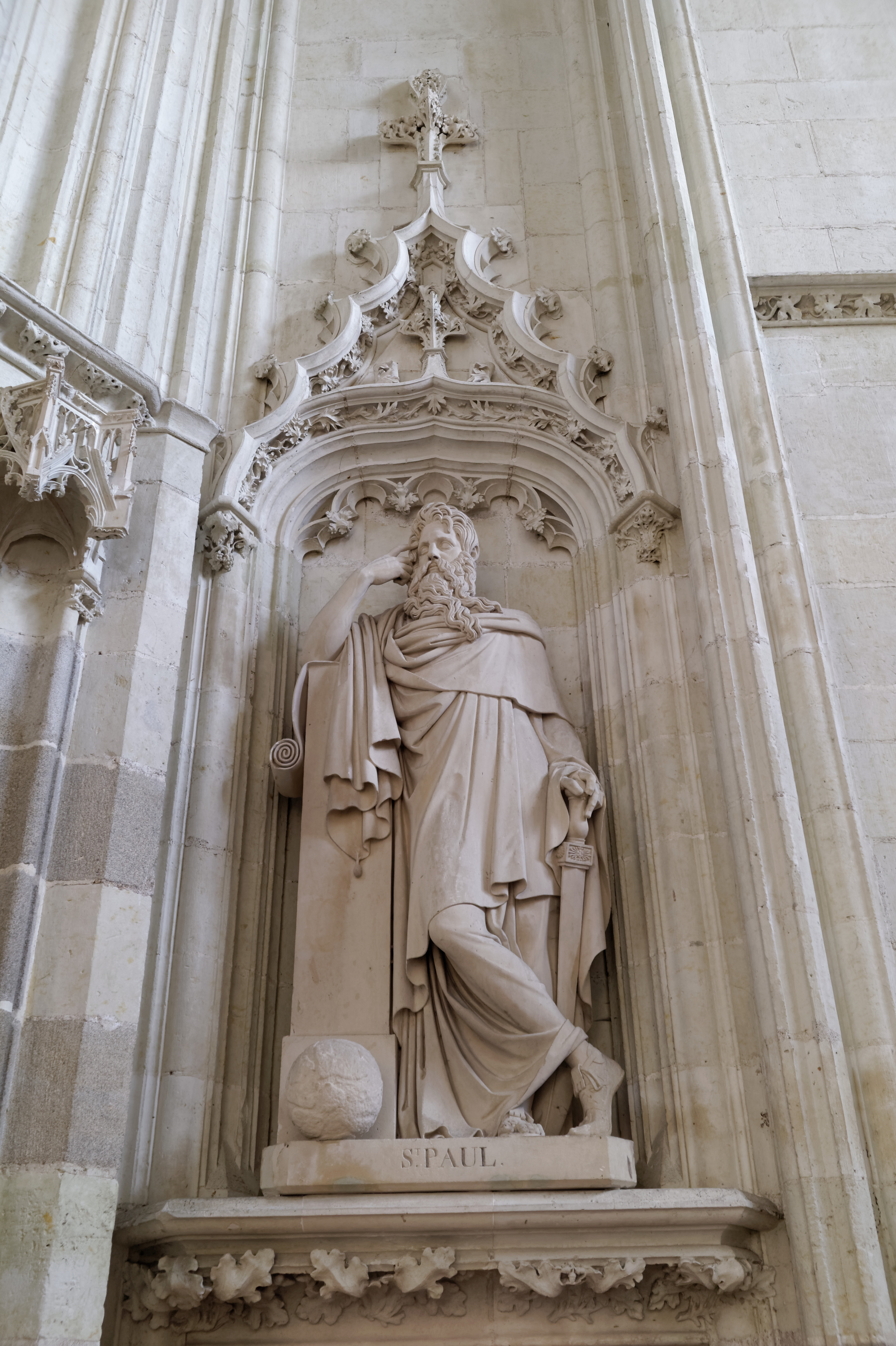
Statue de saint Paul.